# Publier
Pour les articles homonymes, voir Amphion (homonymie).
Publier est une commune française située dans le département de la Haute-Savoie, en région Auvergne-Rhône-Alpes. Elle est située dans le Chablais français, sur le Léman, entre Thonon-les-Bains à l'ouest et Évian-les-Bains à l'est, et face à Morges et Lausanne en Suisse. Avec 7 499 habitants au 1er janvier 2020, elle connaît une progression démographique forte avec +2,5 % par an depuis 1999.
C'est une station climatique et touristique, particulièrement l'été grâce à sa situation géographique privilégiée et sa plage, ainsi que ses infrastructures sportives modernes et diversifiées.
La commune regroupe le chef-lieu Publier, village situé en amont sur un plateau offrant un panorama sur l'ensemble du bassin lémanique et entouré de nombreux hameaux, et Amphion-les-Bains, station balnéaire au bord du lac.
Cette ancienne station thermale était très en vogue sous le Second Empire, et fréquentée en son temps par la cour sarde et les princes de Savoie qui venaient y profiter de ses eaux alcalines, ferrugineuses et sulfureuses. L'essor international de sa voisine Évian-les-Bains lui fit de l'ombre, et le thermalisme n'y est plus aujourd'hui pratiqué.

## Géographie

### Localisation
La commune de Publier se situe sur la rive sud du Léman, face à Morges (Suisse). C'est d'ailleurs entre Amphion et Morges que le lac atteint sa largeur maximale (13,8 km).
La ville de Publier se situe dans le sud-est de la France à 63 km au nord-est d'Annecy, préfecture du département de la Haute-Savoie, à 190 km à l'est de Lyon, préfecture de la région Auvergne-Rhône-Alpes, à 183 km au nord-est de Grenoble, de 501 km au nord de Marseille et 580 km au sud-est de Paris.

### Description
Dominée par les Préalpes françaises (massif du Chablais), elle dispose du plus large accès direct sur le littoral français du lac. La commune est composée de la plaine d'Amphion, où se concentre une grande partie de l'activité économique (zones touristique, commerciale et industrielle). Un coteau abrupt et boisé sépare la plaine d'un plateau offrant un panorama sur le lac et la Suisse, où se situent le chef-lieu Publier ainsi que de nombreux hameaux.

### Communes limitrophes
Les communes limitrophes de Publier sont Thonon-les-Bains, Évian-les-Bains, Marin, Champanges et Larringes.

### Climat
Le climat y est de type montagnard en raison de la présence du Massif alpin. Néanmoins, bien que située à la bordure des Alpes, la commune est soumise à un climat particulier dû au Léman. Par la masse d'eau qu'il contient, il génère dans son bassin un microclimat. En hiver, le lac restitue la chaleur mise en réserve durant l'été et adoucit le rude hiver montagnard. En été, il rafraîchit tout son pourtour. Cependant en hiver, lorsque certaines conditions climatiques particulières sont réunies — de l'air sec froid et stagnant en haute et moyenne atmosphère — l'humidité plus chaude qui s'élève des eaux du lac stagne et se transforme en épais brouillard qui s'accumule sur deux ou trois cents mètres de haut, pouvant stagner 100 mètres au-dessus du sol durant deux à trois semaines.
| Ville             | Ensoleillement · (h/an) | Pluie · (mm/an) | Neige · (j/an) | Orage · (j/an) | Brouillard · (j/an) |
| ----------------- | ----------------------- | --------------- | -------------- | -------------- | ------------------- |
| Médiane nationale | 1 852                   | 835             | 16             | 25             | 50                  |
| Publier           | 2 108                   | 1 116           | NC             | NC             | NC                  |
| Paris             | 1 717                   | 634             | 13             | 20             | 26                  |
| Nice              | 2 760                   | 791             | 1              | 28             | 2                   |
| Strasbourg        | 1 747                   | 636             | 26             | 28             | 69                  |
| Brest             | 1 555                   | 1 230           | 6              | 12             | 78                  |
| Bordeaux          | 2 070                   | 987             | 3              | 32             | 78                  |

| Mois                                   | J    | F   | M   | A    | M    | J    | J    | A    | S    | O    | N   | D   | moyenne 1961-1990 |
| -------------------------------------- | ---- | --- | --- | ---- | ---- | ---- | ---- | ---- | ---- | ---- | --- | --- | ----------------- |
| Températures minimales (°C)            | -0,5 | 0.5 | 2,7 | 5,6  | 9,4  | 12,7 | 15,1 | 14,6 | 12.1 | 8,4  | 3,7 | 0,6 | 7,1               |
| Températures maximales (°C)            | 3.5  | 5.2 | 8.7 | 13.0 | 17.3 | 21.1 | 24.2 | 23.1 | 19.5 | 14.1 | 7.9 | 4.3 | 13.5              |
| Températures moyennes (°C)             | 1.3  | 2.8 | 5.5 | 9.2  | 13.3 | 16.6 | 19.3 | 18.4 | 15.4 | 10.9 | 5.4 | 2.1 | 10.0              |
| Précipitations (hauteur moyenne en mm) | 83   | 73  | 81  | 84   | 101  | 115  | 91   | 111  | 100  | 93   | 97  | 88  | 1116              |

## Urbanisme

### Typologie
Au 1er janvier 2024, Publier est catégorisée ceinture urbaine, selon la nouvelle grille communale de densité à sept niveaux définie par l'Insee en 2022.
Elle appartient à l'unité urbaine de Thonon-les-Bains, une agglomération intra-départementale regroupant treize  communes, dont elle est une commune de la banlieue,,. Par ailleurs la commune fait partie de l'aire d'attraction de Thonon-les-Bains, dont elle est une commune de la couronne,. Cette aire, qui regroupe 18 communes, est catégorisée dans les aires de 50 000 à moins de 200 000 habitants,.
La commune, bordée par un plan d’eau intérieur d’une superficie supérieure à 1 000 hectares, le Léman, est également une commune littorale au sens de la loi du 3 janvier 1986, dite loi littoral. Des dispositions spécifiques d’urbanisme s’y appliquent dès lors afin de préserver les espaces naturels, les sites, les paysages et l’équilibre écologique du littoral, tel le principe d'inconstructibilité, en dehors des espaces urbanisés, sur la bande littorale des 100 mètres, ou plus si le plan local d’urbanisme le prévoit.

### Occupation des sols
L'occupation des sols de la commune, telle qu'elle ressort de la base de données européenne d’occupation biophysique des sols Corine Land Cover (CLC), est marquée par l'importance des territoires artificialisés (69 % en 2018), en augmentation par rapport à 1990 (61,6 %). La répartition détaillée en 2018 est la suivante : 
zones urbanisées (52,9 %), zones agricoles hétérogènes (15,1 %), forêts (10 %), zones industrielles ou commerciales et réseaux de communication (8,4 %), espaces verts artificialisés, non agricoles (7,6 %), prairies (5 %), eaux continentales (0,6 %), terres arables (0,4 %).
L'IGN met par ailleurs à disposition un outil en ligne permettant de comparer l’évolution dans le temps de l’occupation des sols de la commune (ou de territoires à des échelles différentes). Plusieurs époques sont accessibles sous forme de cartes ou photos aériennes : la carte de Cassini (XVIIIe siècle), la carte d'état-major (1820-1866) et la période actuelle (1950 à aujourd'hui).

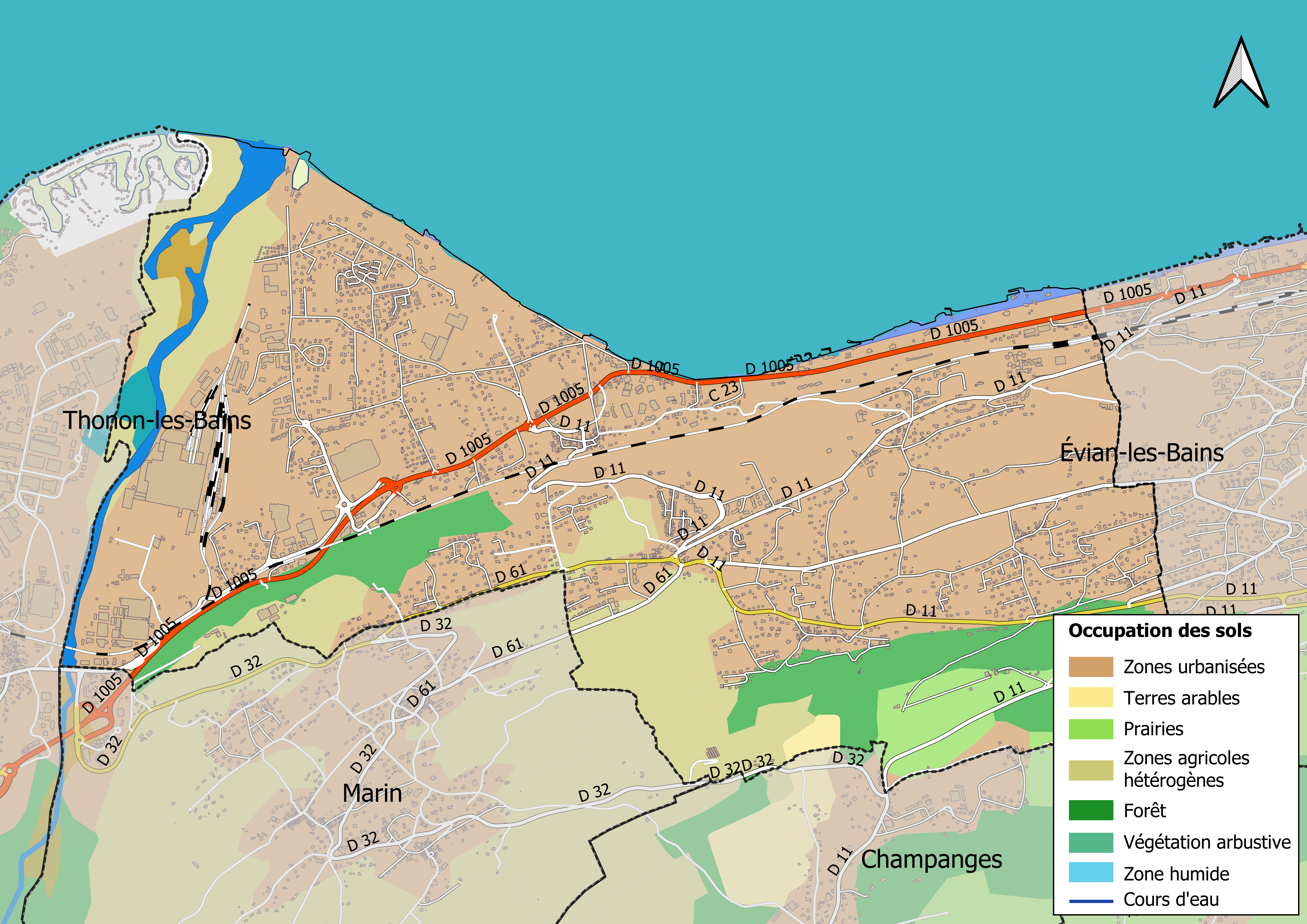
Carte des infrastructures et de l'occupation des sols en 2018 (CLC) de la commune.
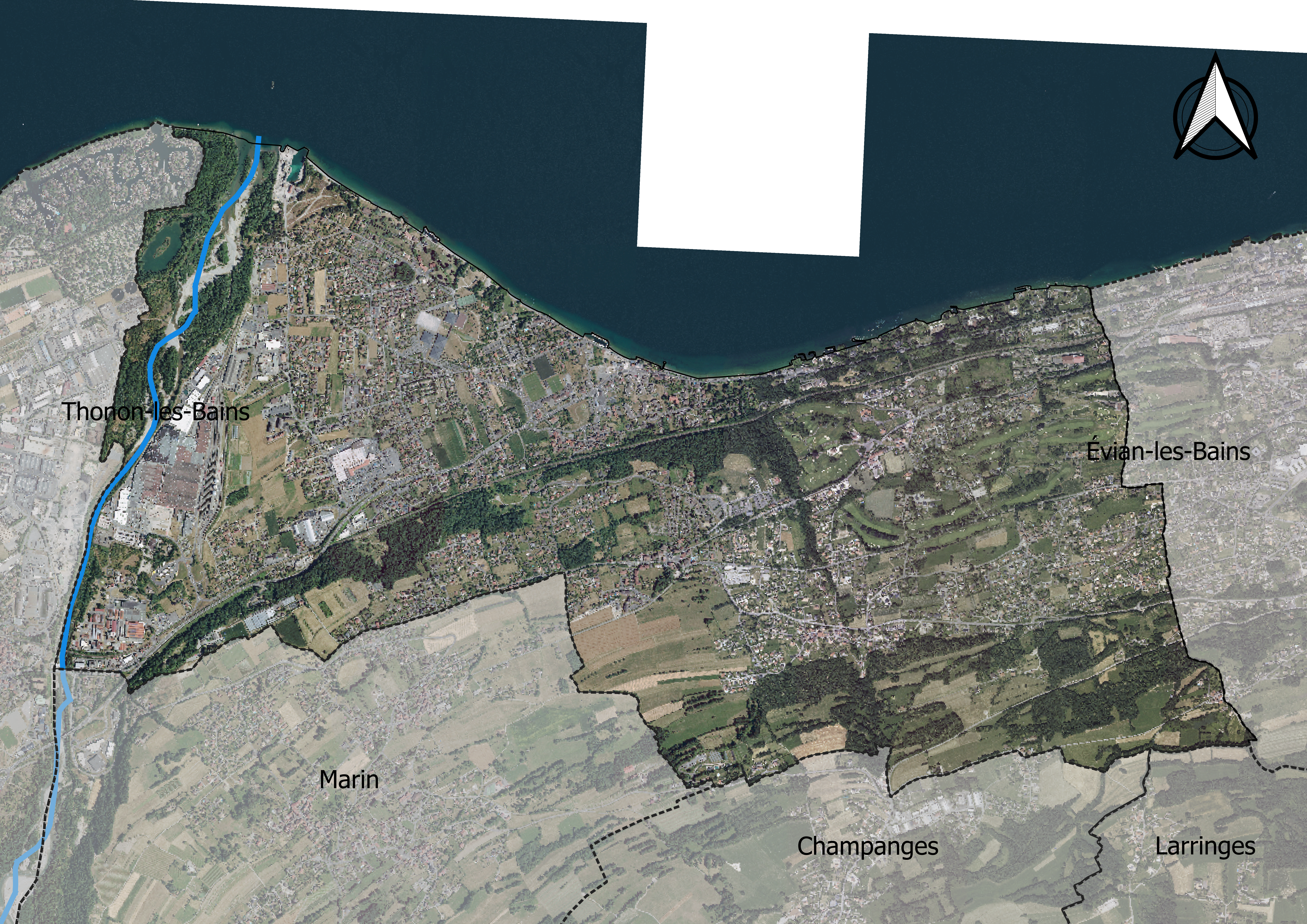
Carte orthophotogrammétrique de la commune.

### Morphologie urbaine

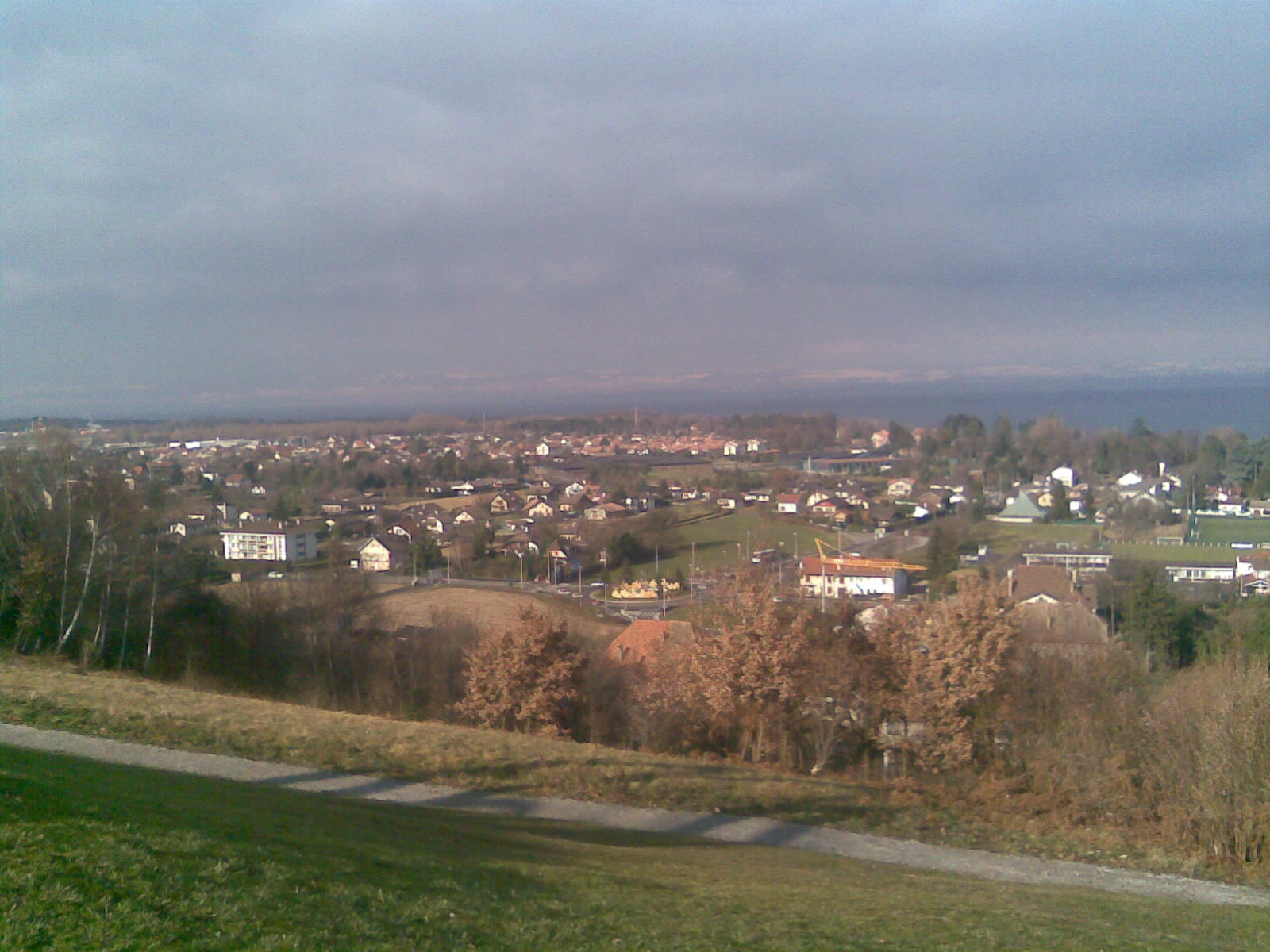
La plaine d'Amphion vue de Publier.

Le territoire comporte deux parties distinctes : 
- la plaine d'une part, occupée par Amphion-les-Bains, qui s'est développée autour du vieux bourg (Amphion-village) qui concentre une grande partie de l'activité industrielle, commerciale et touristique. C'est dans la partie ouest de cette plaine que se trouve la zone d'activité commerciale (hypermarché, centre commercial) et industrielle (SAEME, Bolloré...) des Genevrilles. À l'extrême ouest se trouve le delta de la Dranse, classé réserve naturelle depuis 1980 ;
- le plateau d'autre part, où se situent Publier et de petits villages, où la nature a une place plus importante (forêt...).

La commune comporte plusieurs villages et hameaux dont les principaux sont Avulligoz, Méserier, Gros Bissinges et Morand. Les autres hameaux sont le Pont de Dranse, Avonnex, la Bennaz, Petit Bissinges, la Confrérie, Chez Demay, la Guinchère, Bissinges, Piccolay, Baisinges, Chonnay, Chez Morand. Les lieux-dits de la commune sont les Vignes Rouges, le Mottay, les Genevrilles, le Vuarché, les Sbleunes, le Grand Pré, la Rive, Amphion-village, le Bois Fleuret.

### Logement
Le type de population est semi-urbain, et l'habitat est majoritairement de type résidentiel individuel, particulièrement sur le plateau. La commune compte de nombreux logements à vocation sociale, particulièrement dans le quartier de la Rive à Amphion (plus de 200 logements).
En 1999, le prix moyen de l'immobilier à la vente était de 3 331,39 €/m2 (moyenne nationale : 3 197 €/m2), ce qui en faisait la 363e commune la plus chère de France. En 1999, sur l'ensemble des logements de la commune, 2,6 % sont des studios, 8,3 % sont des logements de deux pièces, 21 % en ont trois, 29,4 % des logements disposent de quatre pièces, et 38,7 % des logements ont cinq pièces ou plus.
En 2006, Publier totalisait 3 103 logements (contre 2 577 en 1999, soit une progression de 20,4 %), dont 2 368 résidences principales, 530 résidences secondaires ou occasionnelles et 205 logements vacants. 63,9 % des résidences principales sont des maisons, pour 35,9 % d'appartements. 66,3 % des habitants sont propriétaires de leur logement, alors que 31 % en sont locataires. Le nombre moyen de pièces par résidence principale est de 4,3 (5 pour les maisons, 3,2 pour les appartements). 20,7 % des résidences principales ont été achevées après 1999, et 10,1 % avant 1949.
En 2010, la commune est dotée de nombreuses chambres d'hôtel (dont un hôtel 2 étoiles) et de nombreux emplacements de camping (dont un camping 4 étoiles) pour l'accueil de touristes.

### Projets d'aménagements

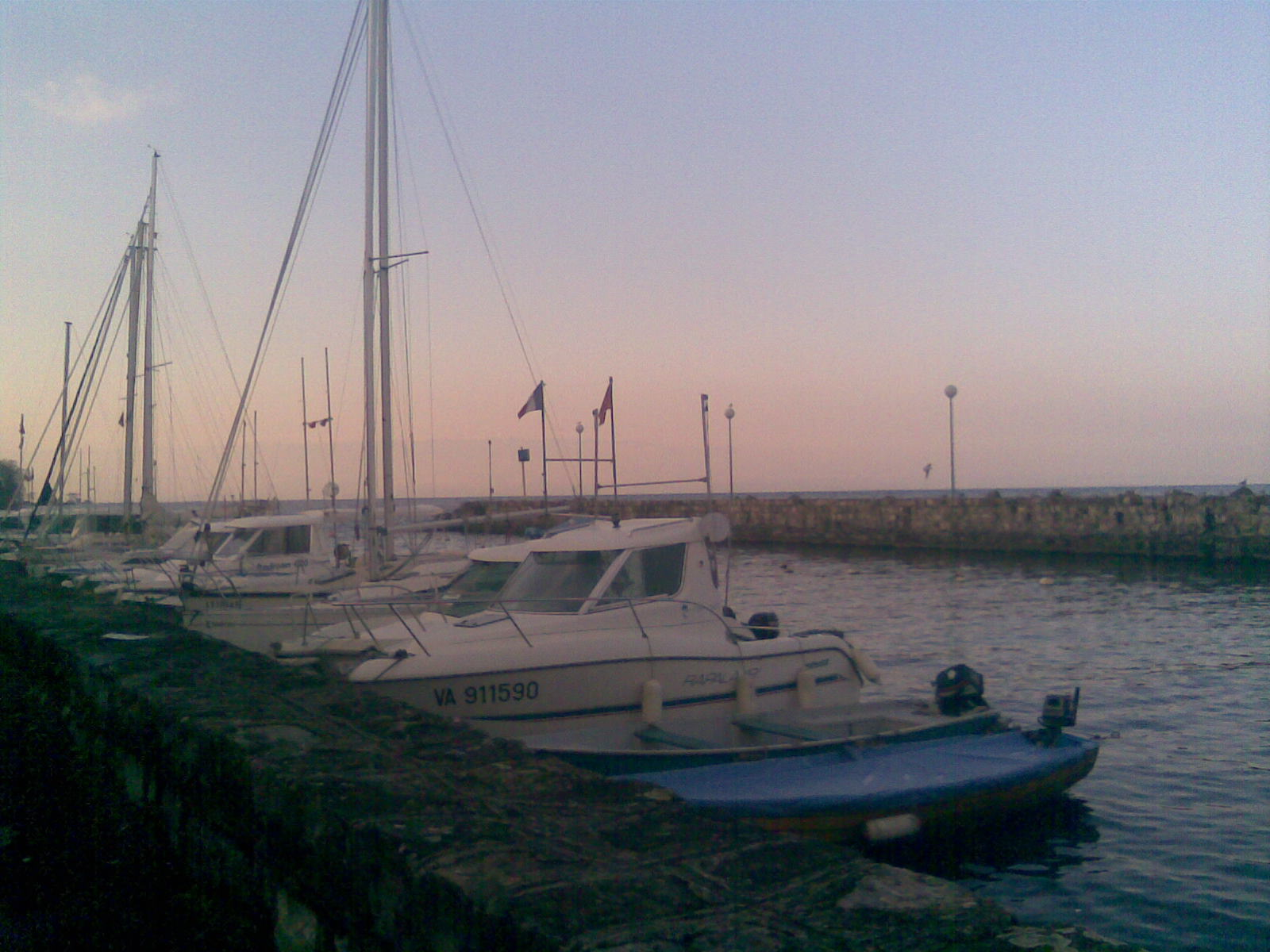
Le port.

En octobre 2007, la commune a annoncé un projet de village portuaire à Amphion. Le quartier du port va entièrement être rénové dans les années à venir en accord avec les associations de préservation de l'environnement, et en particulier les défenseurs du Léman.
Ce quartier aujourd'hui désuet va être transformé en village portuaire, avec un nouveau port d'une capacité de 270 à 300 places, 250 logements mixtes dont certains se trouveront directement le long des quais d’amarrage des bateaux, 2 400 m2 affectés aux commerces, services, hôtellerie-restauration et équipements divers, et un espace de type esplanade en limite nord-ouest. Un parc arboré viendra agrémenter le centre du quartier. La place de la voiture sera limitée au cœur du site, impliquant une politique de développement du stationnement public aux abords du village portuaire, qui aura pour objectif de privilégier les déplacements piétons et la qualité du cadre urbain.
Ce projet de village portuaire entre dans le cadre de la politique communale menée pour l’aménagement du littoral. 
Après les étapes d’acquisition des propriétés privées du littoral communal, le port sera une nouvelle étape, marquant la volonté de préserver et d’aménager les 5 km de littoral dont dispose la commune, qui a souhaité repenser l’aménagement du quartier du port avec deux objectifs : le renforcement de la vie locale dans ce secteur et la réhabilitation de l’image de ce quartier quelque peu désuet aujourd’hui. Le début des travaux est programmé pour le premier semestre 2010.

### Voies de communication et transports

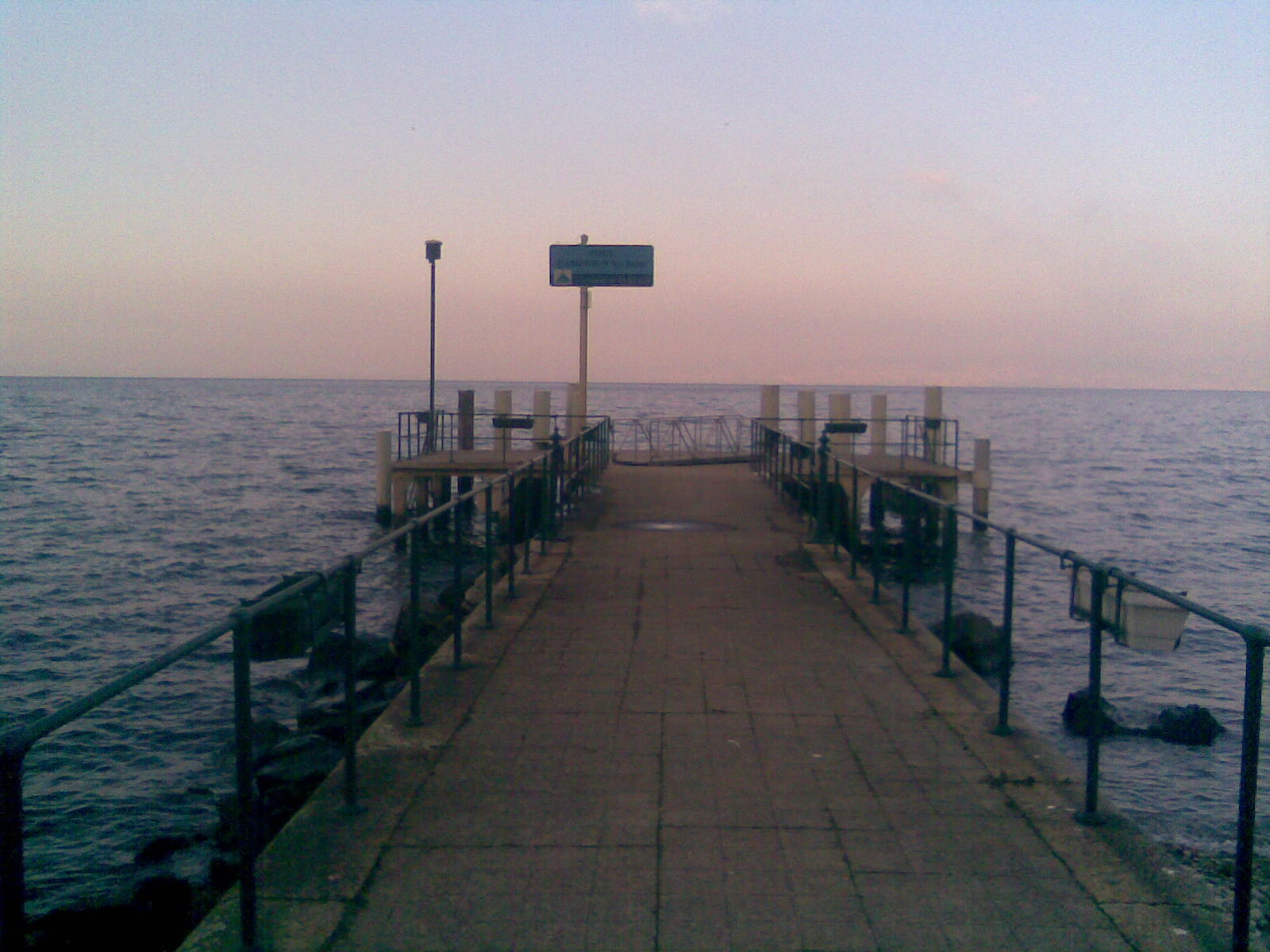
L'ancien embarcadère de la CGN.

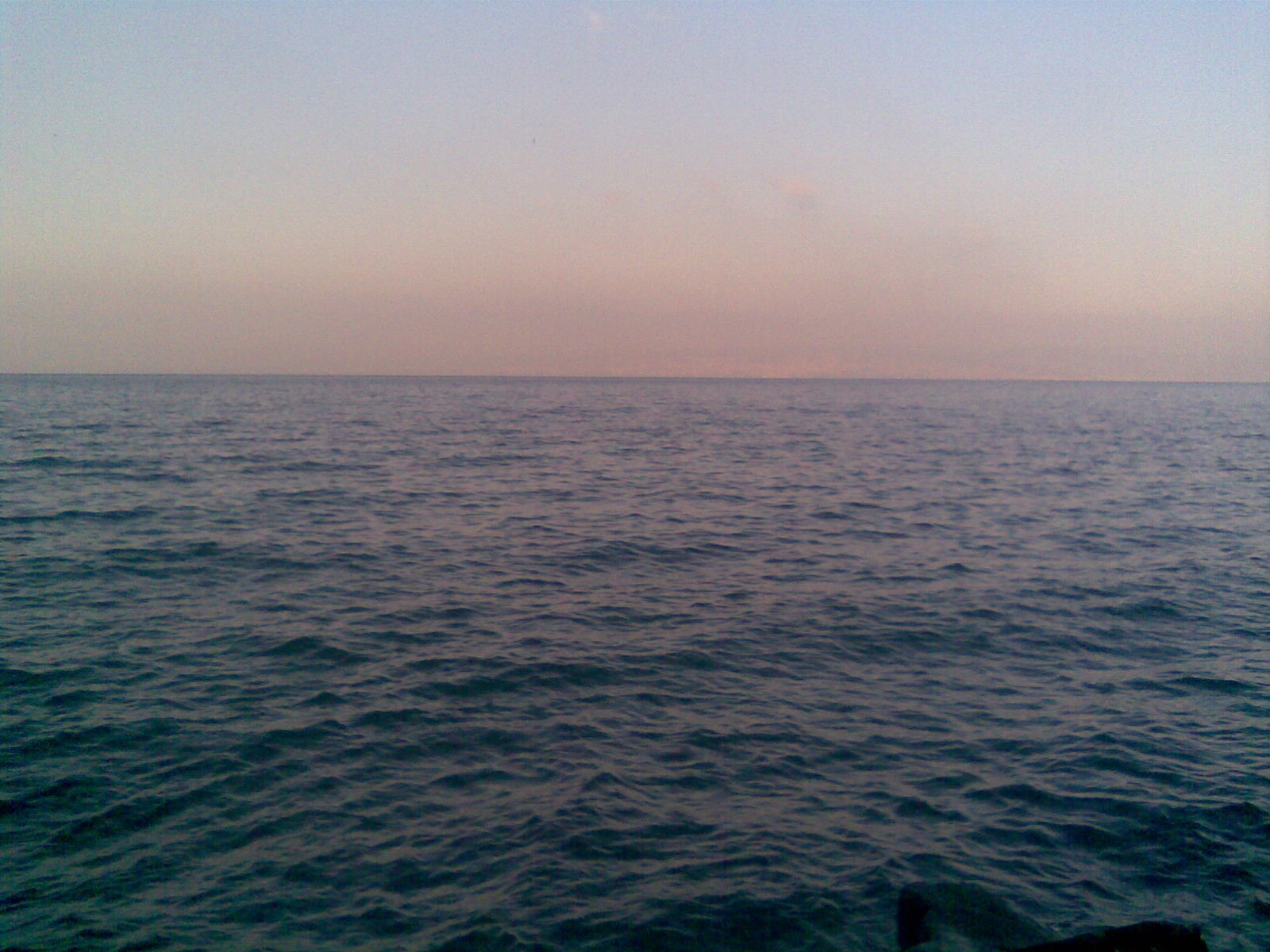
Le Léman vu d'Amphion.

Par routeLa commune est desservie par la route départementale 1005 (ex-route nationale 5) qui permet de rallier le Valais (Suisse) via Évian-les-Bains et Saint-Gingolph à l'est, ainsi que Genève et le réseau autoroutier français, accessible à Annemasse à 30 km, via Thonon-les-Bains à l'ouest.
Lignes de busLa commune est desservie par les lignes 1, 2, 3, et 10 des transports en commun de la CCPEVA (ÉVA'D).
Transport ferroviaireLa gare d'Amphion n'étant plus en service, la commune est desservie par les gares de Thonon (à 6 km) ou Évian (à 4 km). À Publier se trouve l'embranchement ferroviaire de la SAEME, qui charge des bouteilles d'eau d'Évian et les expédie en France et en Europe.
AéroportL'aéroport le plus proche est celui de Genève-Cointrin, à 40 km environ.

## Toponymie
L'origine des noms « Publier » et « Amphion » ainsi que de certains de ses autres hameaux est incertaine.
Publier viendrait de l'ancien français pople/poplier, « peuplier », du latin populus, ou encore de sa traduction en patois du pays de Gavot (« poble »), Publier se disant « Pobly » dans le même langage. Le nom pourrait venir aussi d'une maison de campagne bâtie sur des riants coteaux par Publius, un Romain.
En francoprovençal, le nom de la commune s'écrit Peubli, selon la graphie de Conflans.
Amphion
- Amphion tirerait ses origines d’une rivière voisine, l’Oncion ou l’Ancion, devenu Anfion en patois par substitution du c en f, qui se serait transformé en Amphion[15].
- Il pourrait s'agir d'un mot de patois qui dans la langue du pays, signifierait « petit ruisseau »[18].
- L'origine étymologique pourrait être « en Fion », « au bord de l'eau »[19].
- Ou encore du nom de la villa d'un certain Gallo-Romain, Antio, Antius[20].

Lyaud
Enfin le lieu-dit de Lyaud, village distant de plusieurs kilomètres, s'appelle les Moulins d'Amphion, supposant une influence passée importante.
- Amphion pourrait également provenir du grec ancien, où le mot emporion (ἐμπόριον) désigne un port de commerce. Les grecs venus de Phocée fondèrent Massalia (Marseille) en -598, pour contrôler la route de l'étain. Ils établirent ensuite de nombreux comptoirs (emporion), notamment en remontant la vallée du Rhone : la toponymie et l'archéologie ont permis de retrouver d'autres emporions dans la vallée du Rhône dont Empurany sur le Doux (Ardèche), Saint-Jean-de-Muzols et son port sur le Rhône (Ardèche), qui desservait les mines de Largentière ; Ampuis (Rhone), proche de la confluence Rhône/Saône ; Amphion, sur les berges du Léman ; tandis que dans la vallée de la Saône se trouvent Ampilly-le-Sec et Ampilly-les-Bordes, aux portes de Vix, important relais de la route de l'étain en territoire lingons (trésor de la tombe et palais de Vix, daté de -525).
- Bissinges s'appelait anciennement Bissingis en 1419, Bissinge en 1430.

## Histoire

### Héraldique
| Blason de Publier | Blason  | D'azur au lion d'argent armé et lampassé de gueules, issant d'un mont de trois coupeaux de sinople mouvant de la pointe, surmonté de trois étoiles aussi d'argent mal ordonnées, au chef cousu de gueules chargé d'une croix d'argent. |
| Blason de Publier | Détails | Création : Marcel Sauthier, 1984, ancien président de l'Académie chablaisienne. |

### Histoire générale
La première occupation humaine dans les Alpes daterait du Néolithique. Sur la commune, il n'existe aucune trace de civilisation si ancienne. Mais un monolithe creusé d’une multitude de petites auges, appelées « pierre à cupules », situé près du hameau de la Bennaz, nommée « pierre des gaulois » témoignerait de la présence sur le territoire communal des Ligures, peuple pré-celtique.

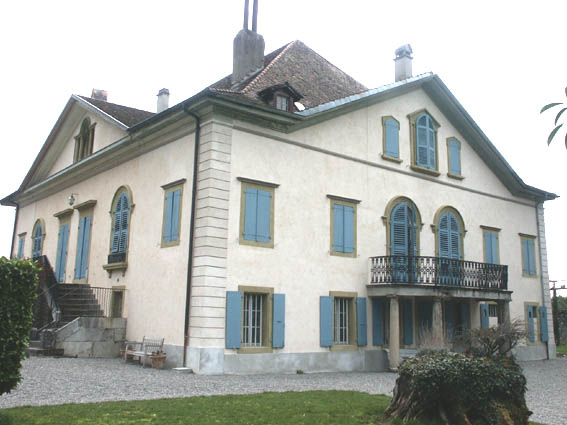
Le Clos d'Aulps aujourd'hui.

Au Moyen Âge, l’abbaye cistercienne Sainte-Marie-d’Aulps possédait de nombreux biens à Publier. La grange dite des Genevrilles était située à proximité de l'actuel hameau d'Amphion. Elle occupait l’est du delta de la Dranse et jouxtait le Léman. Il s'agit de l’emplacement de l’actuelle usine d’embouteillage des eaux d’Évian. Son nom évoque le Genévrier, juniperus communis, arbuste des terres calcaires, incultes et pierreuses. Le comte de Savoie Amédée IV confirma aux moines d’Aulps leur droit de propriété sur ces terres en 1240 puis en 1249. Le 18 mars 1275, les revenus des Genevrilles furent cédés au chanoine de Genève Hugues d’Allinges sa vie durant. Les dépendances immobilières consistaient en un bâtiment, la grangia de Genevria cité en 1249. La même année, le moine d’Aulps Girold construisit un vivier non loin de la grange. Aujourd’hui, il reste des bâtiments des Genevrilles une imposante demeure bourgeoise appelée le Clos d’Aulps dont l’architecture trahit une transformation importante survenue au XVIIIe siècle, lorsque l'abbé commendataire d’Aulps Joseph-Emmanuel de Blonay en fit sa résidence.
La grange de Méserier appartenait à la même abbaye d'Aulps. Elle était implantée dans le hameau éponyme situé à l’est de la commune de Publier. Ces bâtiments étaient distants de quelques kilomètres des Genevrilles. Méserier est mentionnée dans un grand privilège octroyé à Aulps par le pape Alexandre III en 1181. Un texte du 31 mars 1229 désigne plusieurs bâtiments, au moins une « grande maison » et une sorte de grenier ou fenil distinct. Le 26 novembre 1599, le procureur de l’abbé d’Aulps conclut un accord avec Guy Joly seigneur de Vallon. Ce dernier céda les droits qu’il possédait au Biot en échange des propriétés monastiques de Méserier et des Genevrilles à la réserve, pour cette dernière grange, du domaine direct restant à l’abbé. En revanche, Méserier fut, semble-t-il, totalement abandonné au seigneur de Vallon. Aujourd’hui, un lieu-dit l’Abbaye près de Méserier évoque toujours la présence des moines d’Aulps.

### Le thermalisme
La station thermale d'Amphion-les-Bains, a connu son heure de gloire entre le XVIIe siècle et le XIXe siècle.
XVIIe siècle, les débuts du thermalisme
L'intérêt de ses eaux ferrugineuses fut découvert en 1670. Dès 1685, l'observantin Bernard les recommandait pour les rétentions d'urines. En 1786, l'analyse du docteur Tingry de Genève révèle que l'élément prédominant de cette eau est le fer, et contient une quantité notoire d'acide carbonique libre, de carbonate de chaux, de soude, de magnésie, de chlorure de calcium, d'alumine et de silice. Il précise aussi que l'eau d'Amphion ne s'emploie qu'en boisson et n'est pas tolérée par tous les malades, ses propriétés générales étant celles des eaux ferrugineuses fortement gazeuses.
XVIIIe siècle, une station thermale très en vogue

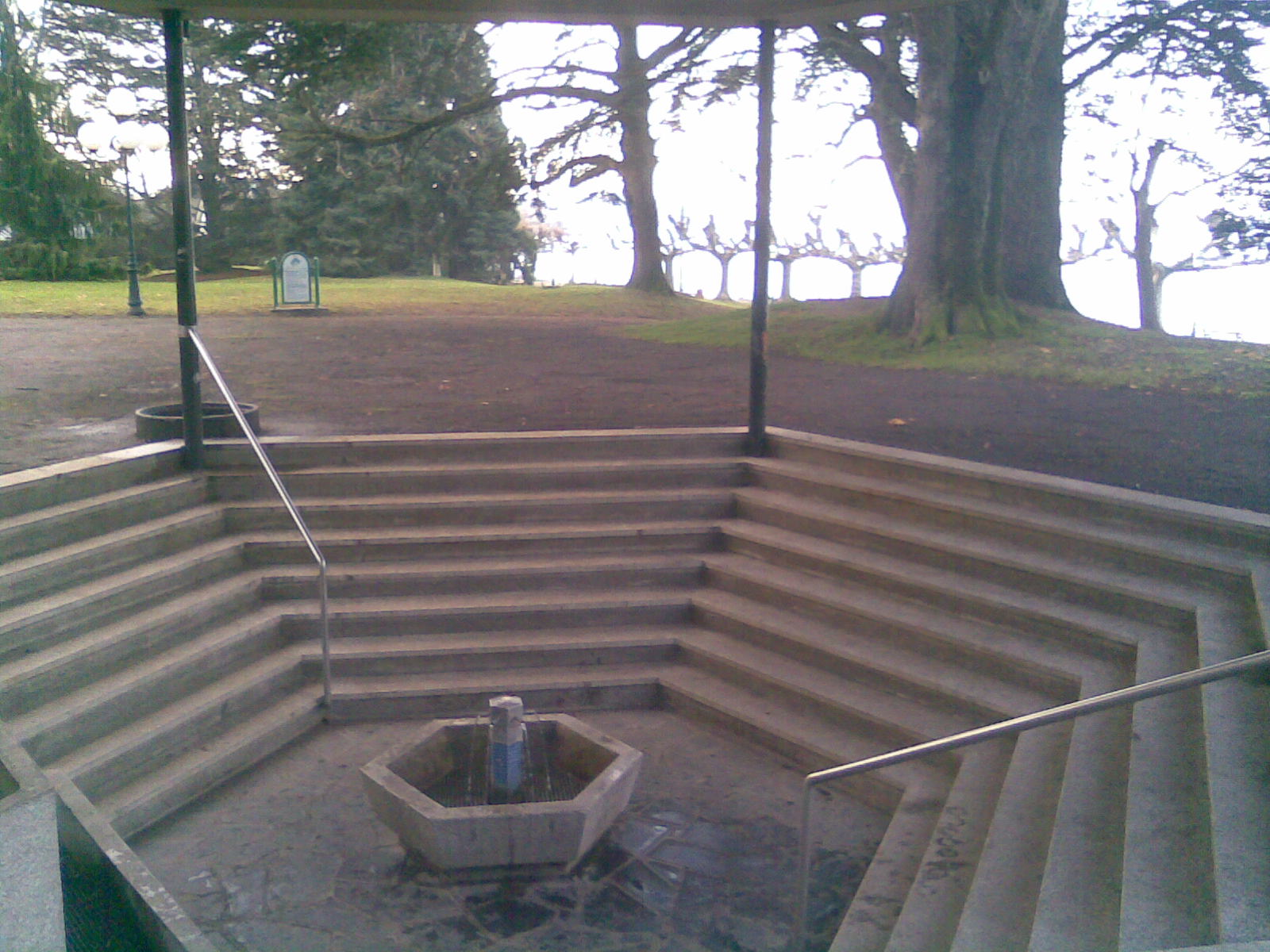
La source Maxima aujourd'hui.

Victor-Amédée II s'y rendit trois années de suite, et s'y trouva si bien qu'il en fit acheter le fonds. Il ordonna à son ingénieur Garella de fermer la fontaine et d'en rendre le séjour aussi commode qu'agréable et fit élever le Pavillon de la Source, décoré de cette inscription : « Aquœ Meœ Prosunt Hominibus Infirmis Omnium Nationum », dont l'acrostiche est Amphion. Il fut fréquenté par les princes de Savoie, les rois de Piémont-Sardaigne (qui y séjournèrent au moins six fois entre 1721 et 1780) et de grands personnages anglais ou savoyards durant tout le XVIIIe siècle.
C'est pourtant pendant cette période faste qu'un événement d'apparence anodine va sceller le sort du thermalisme à Amphion. Le comte de Laizer, gentilhomme auvergnat venu soigner sa gravelle durant la Révolution en 1790, un peu déçu par la cour d’Amphion, va boire au cours d'une promenade à Évian l’eau d’une petite source, la source Sainte-Catherine, située dans le jardin d'un certain monsieur Cachat (qui donnera son nom actuel à la source éviannaise). Ayant vanté les mérites de cette source, cet homme sera à l’origine de la découverte des propriétés minérales de l’eau alcaline d’Évian, qui sera analysée en 1807 par le docteur Tingry. Mais encore au début de l'Empire, l'utilisation des eaux d'Évian n'est pas encore vraiment lancée, la station commence seulement à être connue. Honorée de la visite prolongée du souverain ou de la famille royale, la source d'Amphion est toujours celle qui intéresse le plus de monde. Le préfet du Léman, M. de Barante, veut d'abord développer l'affluence à cette source, en faisant élever un bâtiment pouvant recevoir les curistes, à la fois hôtel et salle de jeux.
Première moitié du XIXe siècle, le déclin dans l'ombre d'Évian

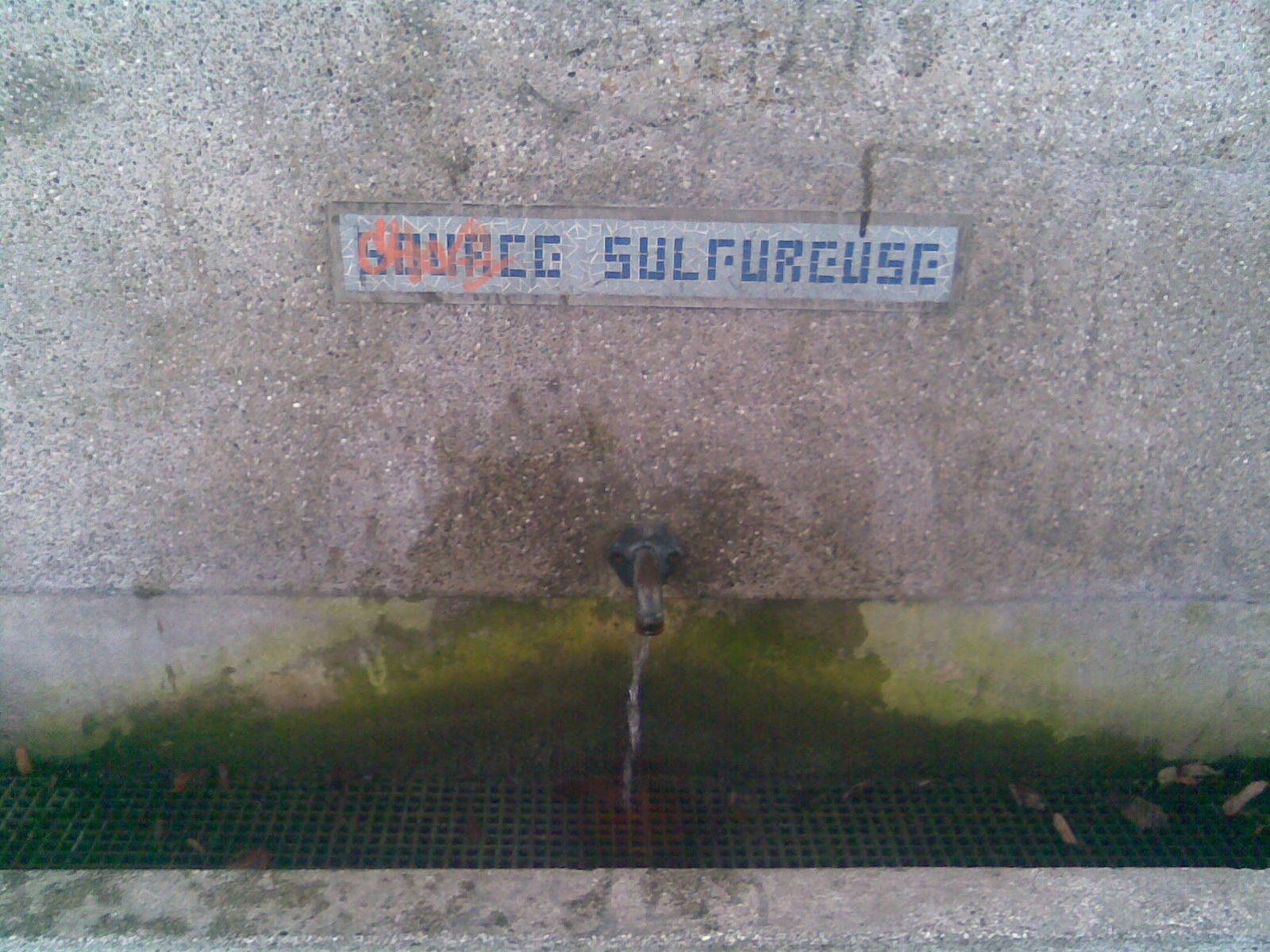
La source sulfureuse.

Au conseil général du Léman, Évian est représenté par l'avocat André Bron, juge de Paix. La ville, par son intermédiaire, demande en l'an IX (1800) la création d'un port à Évian. Le préfet du Léman transmet au ministère le souhait de la ville, qui est accepté. Les travaux commencent immédiatement, ils sont achevés en 1805. Aussi, l'empereur entreprend l'élargissement du Maupas de Meillerie, cet étranglement qui empêche de passer les convois importants vers l'est. Cette route de Paris à Milan par Genève et le Simplon (l'actuelle RD 1005, ex-RN5) passera par le Chablais et fait d'Évian une ville-étape. Avec son port, cette voie de communication aisée qui la traverse, Évian réunit les conditions pour développer des activités économiques. Amphion, faute d'hébergement convenable et de thermes, se fera sans mal supplanter par Évian, qui devint un centre thermal international qui fit oublier la jolie petite station voisine, fréquentée jadis par la cour sarde et les princes de la maison de Savoie.
Deuxième moitié du XIXe siècle, un nouvel essor

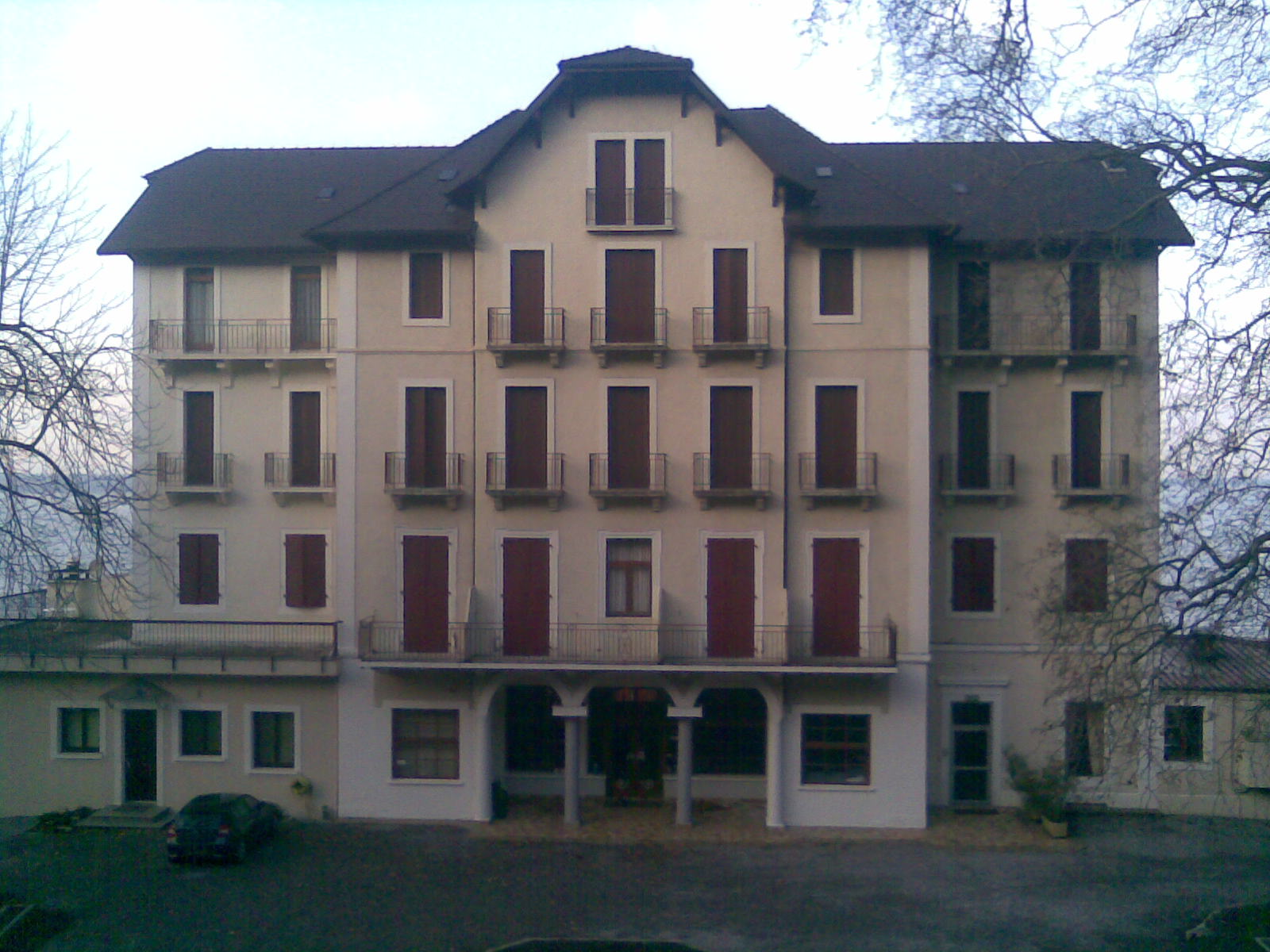
L'ancien établissement thermal, aujourd'hui occupé par l'hôtel des Princes.

Au milieu du XIXe siècle, l’établissement des eaux d’Amphion est pratiquement en ruine et abandonné depuis longtemps. Il appartient alors aux hospices d’Évian et un Français, Ernest Chéronet, va s’y intéresser. À partir du 1er août 1851, il loue à bail l’établissement et décide de le restaurer.
Il va y implanter un hôtel et un vaste parc (à la manière des jardins anglais). Pour attirer la clientèle, il va multiplier les attractions : concerts, reprises des bals et le célèbre jeu de la roulette. En 1861, Ernest Chéronet à la chance de découvrir une nouvelle source alcaline. Ainsi, les buveurs d’eau auront à la fois une source alcaline et une source ferrugineuse. À partir de ce moment, Amphion va développer pour la toute première fois un établissement d’hydrothérapie. L'établissement renferme alors des salons de conversation, de lecture, les cabinets de bains et les douches, des logements pour les baigneurs et une piscine froide. Puis les jeux de hasard devenant légaux, il est créé un casino, activité alors connue uniquement dans la capitale. Des affiches étaient placardée sur les murs de Paris, où l'on pouvait lire « Casino d'Amphion, au bord du lac de Genève, même amusement qu'à Baden ou Hombourg ».
Puis le casino fut fermé par le gouvernement Sarde et devint un hôtel thermal, qui prendra le nom d'Hôtel du Casino, puis d'Hôtel des Bains.
Des gens des lettres et des arts s'y rencontrent comme le comte Walewski (fils naturel de Napoléon), ou le prince roumain Grégoire de Brancovan (1827-1886), père de Anna de Noailles, qui y séjournera l'été avec sa famille dans la villa Bassaraba.
À la fin du XIXe siècle, on découvre, sur des terrains appartenant à Auguste Terrier, une nouvelle source alcaline. Cette source, après captage, a un débit de 300 litres à la minute. C’est pourquoi on va lui donner le nom de source Maxima (du latin maximum). Par la suite, des experts découvriront d’autres sources dont une source sulfureuse,.
XXe siècle, l'abandon du thermalisme
Les eaux d'Évian sont reconnues en 1878 par l'académie de médecine, et le ministère de la santé autorise sa mise en bouteille. La source Cachat est reconnue d'intérêt public en 1926. Grâce à cela et sa capacité hôtelière bien plus importante, le développement de la station d'Évian en fait sa renommée internationale, ce qui fera rapidement oublier sa petite voisine délaissée des curistes. L'hôtel fut revendu vers 1910 à M. Postiaux, qui l'appela hôtel des Princes, nom qu'il porte toujours aujourd'hui. Depuis 1966, il appartient à la famille Magnin. L'hydrothérapie n'y est plus pratiquée de nos jours, seule l'activité hôtelière y est proposée.
En 1965, la société des eaux d'Évian implante une usine d'embouteillage dans la zone industrielle d'Amphion.

### Hydraviation
Amphion-les-Bains, capitale de l’hydraviation en octobre 1905
Dès 1905, les premiers essais aéronautiques sur flotteurs se déroulent sur les eaux du Léman français, d’abord à Amphion.
À Paris, Ernest Archdeacon était entré en contact avec le Suisse Ernest Cuénod qui pratiquait la course en canot moteur et fréquente Alphonse Tellier. Il a convaincu Archdeacon de venir faire ses essais sur le vaste Léman où il mettra un puissant canot à disposition.
Au début du XXe siècle, Amphion-les-Bains est alors connu comme un lieu de villégiature fréquenté par l’élite et un spectacle insolite va s’y dérouler. Le canot cruiser Martini-I de 40 cv et l’hydroplaneur sont à flot dans le port, devant les établissements Celle. C’est ainsi que sous les yeux de la population locale, ces pionniers s’élancent pour des essais de dix minutes visant au vol plané. Fin octobre 1905, au large du port, on tracte l’appareil qui n’arrive pas à décoller car le canot moteur manque de puissance et que le planeur est freiné par les vagues. Pour alléger ce dernier, on ôte les cloisons verticales entre les ailes, mais l’effet est dérisoire. Ces essais seront un échec.
Projet d’Hydrobase militaire d’Amphion pour les grands hydravions
De gros hydravions ont failli venir s’installer à Amphion durant la Seconde Guerre mondiale. À la suite de l’avance allemande en zone libre (novembre 1942), le secrétariat d’État à l’aviation fait déboiser au bord du lac, dans une ferme d’Amphion, une bande de 200 m, large de 20 m, et commence rapidement des travaux (18 décembre 1942). Le lendemain, le gouvernement de Vichy ordonne le repli des gros hydravions stationnés à Marignane vers le lac d’Annecy, à déplacer ensuite vers le Léman. Il donne son accord de principe sur les projets d’aménagement des nouvelles installations de la nouvelle hydrobase temporaire d’Amphion. L’intention est d’y poursuivre les essais et de pouvoir préserver les très gros appareils, à quelques lieux de là, en Suisse, au cas où les événements se gâteraient. Cela concerne les hydravions transatlantiques SE-200, Laté-631 et Potez Cams-161 qui nécessiteront trois postes différents au bord du Léman.
En janvier 1943, du matériel est expédié vers Amphion. Des travaux de canalisation d’eau et d’électricité, une mise à niveau sont effectués. Plus tard, on construit un hangar préfabriqué de 74 × 16 m (garage Piquand), comme entrepôt, pour Latécoère, la SNCAN, la SNCASE, avec atelier d’entoilage et garage. Certains chalets servent de logements au personnel des trois compagnies. Des bureaux sont attribués à la « Commission d’essais des grands hydravions ». Un quai pour la mise à l’eau est réalisé dans la zone du port. Des grilles métalliques pour aérodrome sont soudées sur les chemins de roulement.
Mais le 18 avril suivant, les Allemands réquisitionnent deux Laté-631 et deux SE-200. Les avions quittent Marignane, décorés de cocardes allemandes, pour le lac de Constance (D), où ils seront rapidement coulés par les Anglais ! L’hydrobase d’Amphion n’est alors plus nécessaire. La Commission d’essais sera dissoute le 30 juin 1944 à la suite de la libération de l’hydrobase de Biscarrosse. En 1946, une société nautique pense alors utiliser les lieux. Mais compte tenu des frais de remise en état, on cherche un accord à l’amiable avec les expropriés. Enfin, en 1948, on y crée une colonie de vacances de cinq hectares, sous le nom de « Centre Vacances Aviation Civile Hydrobase », prévue pour 135 enfants de 6 à 13 ans du personnel de la DGAC et de Météo-France. Cet espace est aujourd'hui utilisé par l'Évian Thonon Gaillard Football Club comme centre d’entraînement.
À citer encore le projet anecdotique et inabouti d’un aérodrome dans le lotissement du Grand Mottay, abandonné en 1955.

## Politique et administration

Ancien logo de la commune.

### Situation administrative
La commune de Publier appartient au canton d'Évian-les-Bains, qui compte selon le redécoupage cantonal de 2014 33 communes.
La commune est membre de la communauté de communes du pays d'Évian puis de la communauté de communes Pays d'Évian Vallée d'Abondance. Fin 2020, elle annonce sa volonté d’adhérer plutôt à Thonon Agglomération, ce qui pourrait intervenir à partir du 1er janvier 2022. La procédure de retrait-adhésion est finalement abandonnée après la conclusion d'un accord entre la commune de Publier et la CCPEVA en juin 2022.
Publier relève de l'arrondissement de Thonon-les-Bains et de la cinquième circonscription de la Haute-Savoie, dont la députée est Anne-Cécile Violland (HOR) élue lors des élections législatives de 2022.

### Tendances politiques et résultats

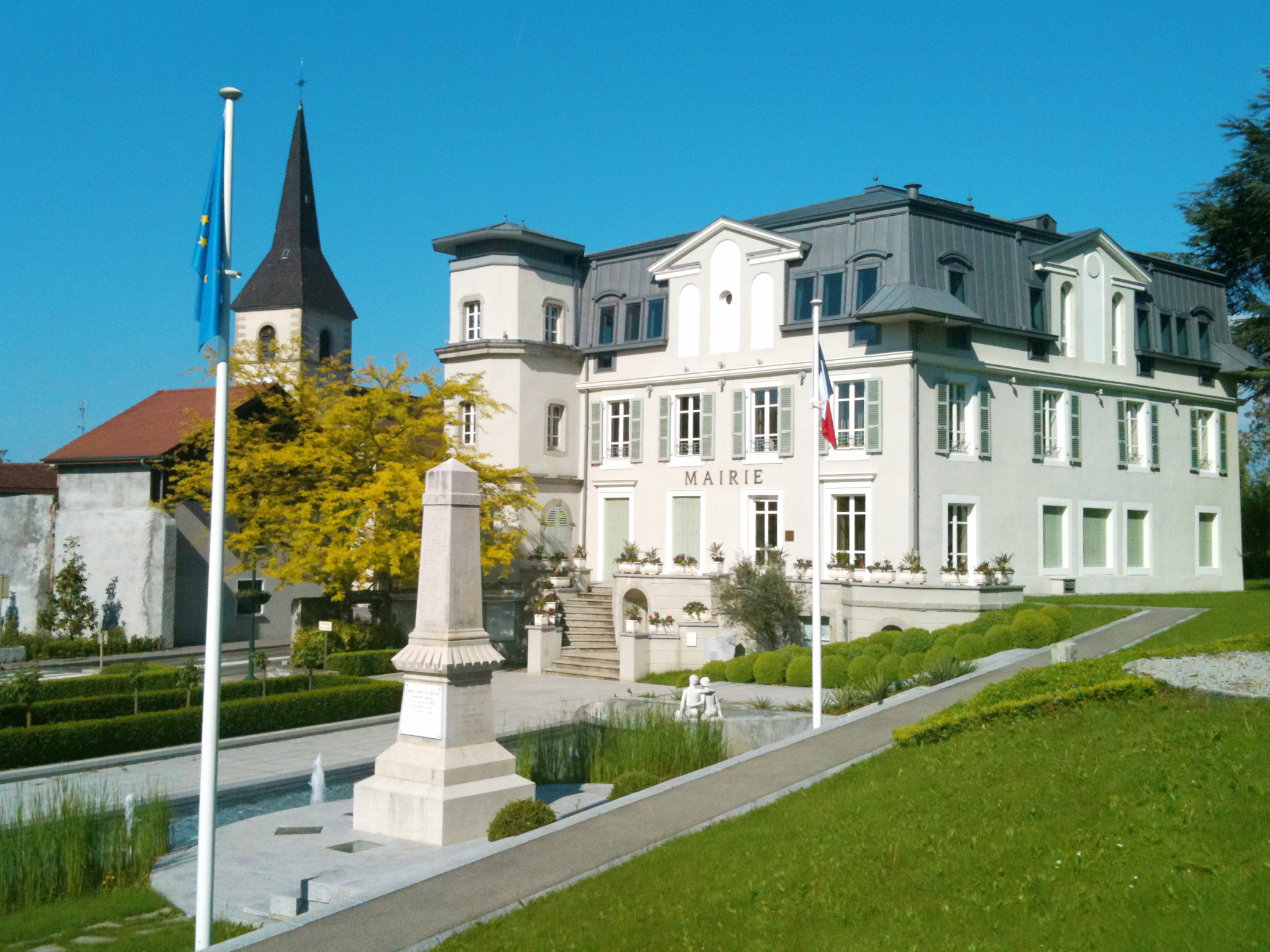
La mairie.

L'ancien maire Bernard Comont était apparenté PS, la municipalité suivante, sans étiquette, est apparentée divers gauche. L'équipe en place depuis 2020, sans étiquette, est classée divers droite.
En 2020, Gaston Lacroix ne se représente pas. La liste « Unis pour Publier-Amphion » de Jacques Grandchamp l'emporte avec 56,67 % des voix face à la liste « Publier-Amphion nouvel horizon » menée par Xavier Deconche, qui réunit 43,32 % des votes exprimés. 2052 électeurs se sont déplacés pour voter sur un total de 4780 inscrits soit une participation de 42,93 % dans un contexte marqué par le début de la crise sanitaire de la Covid-19.
Lors des élections municipales de mars 2008, la liste « Vivre et réussir ensemble » menée par Gaston Lacroix, seule en course, a été élue au premier tour avec 100 % des suffrages. Sur les 4 541 inscrits sur les listes électorales, 2 517 ont voté, soit un taux de participation de 55,43 %. À noter 20,02 % de bulletins blancs ou nuls.
Lors de l'élection présidentielle de 2007, le taux de participation a été de 84,14 % au premier tour, 38,88 % des suffrages allant pour Nicolas Sarkozy, 20,88 % pour François Bayrou, 18,90 % pour Ségolène Royal et 7,96 % pour Jean-Marie Le Pen. Au deuxième tour, Nicolas Sarkozy a reçu 62,59 % des voix contre 37,41 % pour Ségolène Royal pour un taux de participation de 82,64 %.
Pour le référendum de 2005, 69,19 % des inscrits se sont rendus aux urnes, le non récoltant 51,48 % des voix contre 48,52 % pour le oui.

### Administration municipale
Le conseil municipal de Publier est composé d'un maire et de 28 conseillers municipaux, dont huit adjoints.
Voici ci-dessous le partage des sièges au sein du Conseil municipal :

### Liste des maires
| Période                                  | Période              | Identité              | Étiquette | Qualité |
| ---------------------------------------- | -------------------- | --------------------- | --------- | --- |
| 1860                                     | 1868                 | Félix Davet de Benery | ...       | ... |
| 1868                                     | 1874                 | Pierre Morel          | ...       | ... |
| 1874                                     | 1876                 | Jean Morel            | ...       | ... |
| 1876                                     | 1882                 | Marie Echernier       | ...       | ... |
| 1882                                     | 1892                 | Adolphe Morel         | ...       | ... |
| 1892                                     | 1896                 | Michel Charpin        | ...       | ... |
| 1896                                     | 1900                 | Adolphe Morel         | ...       | ... |
| 1900                                     | 1910                 | François Merlin       | ...       | ... |
| 1910                                     | 1919                 | Ernest Naz            | ...       | ... |
| 1919                                     | 1924                 | Louis Colliard        | ...       | ... |
| 1924                                     | 1935                 | Jean-Marie Blanc      | ...       | ... |
| 1935                                     | 1944                 | Lubin Place           | ...       | ... |
| 1944                                     | 1944                 | Maurice Morel         |           | |
| 1944                                     | 1945                 | François Thabuis      |           | Épicier |
| 1945                                     | mai 1953             | Marcel Ruffin         |           | |
| mai 1953                                 | mars 1983            | Charles Berchet       | FGDS      | Commissaire aux comptes |
| mars 1983                                | mars 1989            | Christian Bourdel     |           | |
| mars 1989                                | juillet 2002 (décès) | Bernard Comont        | PS        | Cadre |
| 2002                                     | mai 2020             | Gaston Lacroix        | DVG       | Conducteur d'imprimerie retraité Conseiller général d'Évian-les-Bains (2008 → 2015) 1er vice-président de la CC du Pays d'Évian (2014 → 2016) 1er vice-président de la CC Pays d'Évian Vallée d'Abondance (2017 → 2020) |
| mai 2020                                 | En cours             | Jacques Grandchamp    | DVD       | Général de gendarmerie retraité 2e vice-président de la CC Pays d'Évian Vallée d'Abondance (2020 → ) |
| Les données manquantes sont à compléter. |                      |                       |           | |

### Instances judiciaires et administratives
La sécurité publique sur la commune est assurée par les services de police municipale et de police nationale à Thonon et de gendarmerie d'Évian.
Publier relève du ressort de la Cour d'appel de Chambéry, des Tribunaux de grande instance et d'instance de Thonon, du Conseil de prud'hommes de Thonon, du Tribunal de commerce de Chambéry, ainsi que du Tribunal administratif de Grenoble.
En 2011, en application de la réforme de la carte judiciaire la commune relèvera du ressort des Tribunaux de grande instance, d'instance et de commerce de Thonon, du Conseil de prud'hommes d'Annemasse, ainsi que du Tribunal administratif de Grenoble.

### Politique environnementale

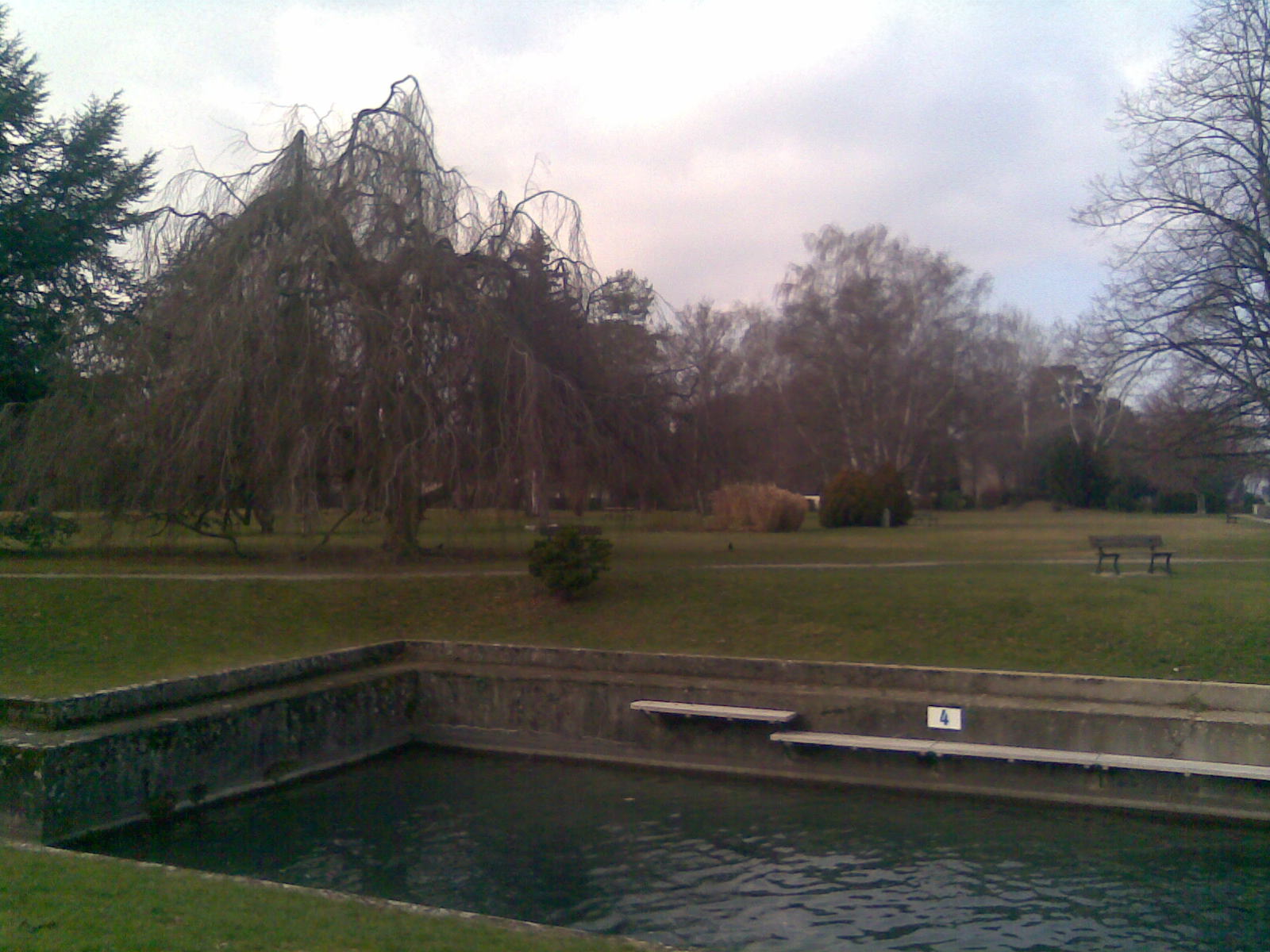
Le parc du Mottay.

Dans le cadre de sa politique de développement du tourisme et de protection des espaces naturels, la commune de Publier a souhaité faire de ses rives du lac un véritable « poumon vert » ouvert à la promenade et à la baignade pour tous. Les zones de mouillages seront à terme strictement encadrées et restreintes afin de limiter considérablement les nuisances induites par la navigation des bateaux à moteur et de préserver la sécurité des baigneurs souvent mise à mal.
La municipalité a donc acquis un certain nombre de propriétés privées, dont les propriétés Yasmine et Acanthurus, le long du littoral et lancé un programme d’aménagement et de travaux qui permettra d’endiguer l’érosion des berges mais aussi une amélioration de la préservation de la nature par l’organisation des espaces et des activités, avec en particulier un vaste réseau de cheminement piéton.
Aujourd'hui, il existe déjà un réseau de chemins piétonniers ouverts aux promeneurs qui relie le haut et le bas de la commune. Ainsi, du port d’Amphion, on peut rejoindre le château de Blonay ou le griffon de Farquenoud et son panorama à travers des sentiers aménagés par les espaces verts de la commune.
Pour compléter ce réseau piétonnier, la commune a aménagé en 2005 les rives du lac, ce qui a ouvert aux promeneurs un cheminement allant du parc Maxima, à l’entrée est de la commune, jusqu’à l’embouchure de la Dranse et sa réserve naturelle, soit un littoral de plus de 2,5 km. Un grand pont piétonnier est prévu au-dessus de la Dranse afin d'ouvrir ce lieu à un plus grand nombre de visiteurs et permettre de boucler le circuit qui fera le tour de la commune.

### Fiscalité locale
Budget de la commune en 2007 :
Dépenses : 26 612 503 euros (fonctionnement : 9 479 501 euros, investissement : 17 133 002 euros).
Recettes : 29 058 205 euros (fonctionnement : 11 933 124 euros, investissement : 17 125 081 euros).
Il ressort de ce compte administratif 2007 un résultat excédentaire de 2,9 millions d’euros qui seront, par décision du conseil municipal, affectés aux investissements pour 2,2 millions d’euros et en fonctionnement pour 700 000 euros.
Taux d'imposition appliqués dans la commune en 2008
| Taxe :                                              | d'habitation | foncière (bâti) | foncière (non bâti) | professionnelle | droit de mutation |
| --------------------------------------------------- | ------------ | --------------- | ------------------- | --------------- | ----------------- |
| Taux communal                                       | 10,25 %      | 9,60 %          | 24,00 %             | 10,67 %         | 1,20 %            |
| Taux intercommunal                                  | 2,70 %       | 2,91 %          | 14,36 %             | 3,18 %          | ---               |
| Taux départemental                                  | 5,33 %       | 7,65 %          | 23,02 %             | 7,08 %          | 3,60 %            |
| Taux régional                                       | ---          | 2,12 %          | 5,28 %              | 2,49 %          | ---               |
| Taux état                                           | ---          | ---             | ---                 | ---             | 0,09 %            |
| Conservation des hypothèques                        | ---          | ---             | ---                 | ---             | 0,10 %            |
| Total                                               | 18,28 %      | 22,28 %         | 66,66 %             | 23,42 %         | 4,99 %            |
| Sources des données : Direction générale des impôts |              |                 |                     |                 |                   |

### Jumelages
Au 1er janvier 2018, Publier est jumelée avec :
- Niederbronn-les-Bains (France)

## Population et société
Ses habitants sont appelés les Publiéraines et les Publiérains.

### Démographie

#### Évolution démographique
L'évolution du nombre d'habitants est connue à travers les recensements de la population effectués dans la commune depuis 1793. Pour les communes de moins de 10 000 habitants, une enquête de recensement portant sur toute la population est réalisée tous les cinq ans, les populations de référence des années intermédiaires étant quant à elles estimées par interpolation ou extrapolation. Pour la commune, le premier recensement exhaustif entrant dans le cadre du nouveau dispositif a été réalisé en 2006.

En 2022, la commune comptait 7 793 habitants, en évolution de +10,2 % par rapport à 2016 (Haute-Savoie : +6,01 %, France hors Mayotte : +2,11 %).
| 1793 | 1800 | 1806 | 1822 | 1838  | 1848  | 1858  | 1861 | 1866  |
| ---- | ---- | ---- | ---- | ----- | ----- | ----- | ---- | ----- |
| 648  | 662  | 669  | 902  | 1 062 | 1 091 | 1 006 | 961  | 1 028 |

| 1872  | 1876  | 1881  | 1886  | 1891  | 1896  | 1901  | 1906  | 1911  |
| ----- | ----- | ----- | ----- | ----- | ----- | ----- | ----- | ----- |
| 1 068 | 1 130 | 1 178 | 1 212 | 1 145 | 1 209 | 1 334 | 1 247 | 1 288 |

| 1921  | 1926  | 1931  | 1936  | 1946  | 1954  | 1962  | 1968  | 1975  |
| ----- | ----- | ----- | ----- | ----- | ----- | ----- | ----- | ----- |
| 1 135 | 1 397 | 1 372 | 1 427 | 1 446 | 1 665 | 1 871 | 2 390 | 2 755 |

| 1982  | 1990  | 1999  | 2006  | 2011  | 2016  | 2021  | 2022  | - |
| ----- | ----- | ----- | ----- | ----- | ----- | ----- | ----- | - |
| 3 701 | 4 312 | 4 954 | 5 889 | 6 288 | 7 072 | 7 646 | 7 793 | - |

#### Pyramide des âges
En 2018, le taux de personnes d'un âge inférieur à 30 ans s'élève à 35,6 %, soit en dessous de la moyenne départementale (35,9 %). De même, le taux de personnes d'âge supérieur à 60 ans est de 21,5 % la même année, alors qu'il est de 22,1 % au niveau départemental.
En 2018, la commune comptait 3 555 hommes pour 3 709 femmes, soit un taux de 51,06 % de femmes, légèrement supérieur au taux départemental (50,80 %).
Les pyramides des âges de la commune et du département s'établissent comme suit.
| Hommes | Classe d’âge | Femmes |
| ------ | ------------ | ------ |
| 0,2    | 90 ou +      | 0,5    |
| 4,6    | 75-89 ans    | 6,7    |
| 15,0   | 60-74 ans    | 16,0   |
| 22,1   | 45-59 ans    | 22,0   |
| 20,6   | 30-44 ans    | 20,9   |
| 17,0   | 15-29 ans    | 15,2   |
| 20,4   | 0-14 ans     | 18,7   |

| Hommes | Classe d’âge | Femmes |
| ------ | ------------ | ------ |
| 0,6    | 90 ou +      | 1,4    |
| 5,9    | 75-89 ans    | 7,9    |
| 14,2   | 60-74 ans    | 15,3   |
| 20,7   | 45-59 ans    | 20,3   |
| 21,8   | 30-44 ans    | 21,4   |
| 17,4   | 15-29 ans    | 15,6   |
| 19,5   | 0-14 ans     | 18     |

#### Ménages
En 2006, le nombre total de ménages de la commune était de 2 368. Ces ménages comptent de un à six individus, voire plus. Voici ci-dessous les données en pourcentages de la répartition de ces ménages par rapport au nombre total de ménages.
| Ménages de :      | 1 personne | 2 pers. | 3 pers. | 4 pers. | 5 pers. | 6 pers. ou + |
| ----------------- | ---------- | ------- | ------- | ------- | ------- | ------------ |
| Publier           | 22,04 %    | 32,04 % | 20,21 % | 18,38 % | 5,71 %  | 1,62 %       |
| Moyenne Nationale | 31 %       | 31,1 %  | 16,2 %  | 13,8 %  | 5,5 %   | 2,4 %        |

La fluctuation saisonnière de la population générée par le tourisme est d'environ 3 000 habitants.

### Enseignement
Publier est située dans l'académie de Grenoble. Celle-ci évolue sous la supervision de l'inspection départementale de l'Éducation nationale de la Haute-Savoie.
La ville administre trois écoles maternelles et écoles élémentaires communales (écoles du centre renommée Saint-Exupéry et des Genevrilles renommée Thomas Pesquet à Amphion, et école du Grand Pré renommée Simone Veil à Publier), totalisant, en 2009-2010, 234 élèves en maternelle répartis dans dix classes et 378 élèves en primaire répartis dans seize classes.
Les élèves doivent ensuite aller dans les collèges gérés par le département (collèges à Évian-les-Bains et Thonon) puis dans le lycée géré par la région (lycée Anna-de-Noailles à Évian-les-Bains). Ils peuvent également se diriger vers les établissements privés d'Évian-les-Bains et de Thonon.

### Manifestations culturelles et festivités
La fête des Quais, le premier week-end du mois d'août : de nombreux exposants, sur les quais, présentent et vendent leurs œuvres et produits artisanaux. Les associations de la commune participent aussi en nombre en proposant des animations et de la restauration. Un feu d'artifice est aussi tiré à cette occasion. En 2022, pour le retour de la fête des quais après la crise sanitaire, un spectacle de drones lumineux est organisé à la place du feu d'artifice. Reporté en raison des mauvaises conditions météo, il est produit le 22 octobre à la Cité de l'Eau devant 6000 spectateurs.
En mai 2008, la commune a accueilli à la Cité de l'Eau la coupe du monde de trampoline, tumbling et gymnastique acrobatique, organisée par la fédération française de gymnastique. Pour cette coupe du monde réunissant les trois disciplines pour une première mondiale, 23 nations ont répondu favorablement, réunissant 260 sportifs de très haut niveau.
Le centre sportif de la Cité de l'Eau accueille régulièrement des expositions d'art, des concerts et des manifestations culturelles ou sportives.

### Santé
Aucun équipement hospitalier n'est implanté sur la commune. Les soins hors médecine générale sont assurés aux hôpitaux du Léman, situés à Thonon.
Une maison médicale a vu le jour en au chef-lieu en janvier 2017, elle accueille des généralistes, des kinésithérapeutes, des pédicures-podologues, des infirmiers et une pharmacie.

### Médias
La chaîne de télévision locale TV8 Mont-Blanc diffuse des émissions sur les pays de Savoie. Régulièrement l'émission La Place du village expose la vie locale.
En plus des stations de radio nationales, Publier est couverte par de nombreuses antennes locales dont France Bleu Pays de Savoie sur 106,1 MHz, Radio 74 sur 88,8 MHz, Radio Plus, sur 93,0 MHz... De plus, grâce à la proximité de la frontière, il est aussi possible d'y capter de nombreuses radios suisses, dont les stations de la RTS, comme La Première, Espace 2 ou Couleur 3.
Le presse régionale est présente avec entre autres le quotidien Le Dauphiné libéré et l'hebdomadaire Le Messager. La mairie édite aussi un bulletin d'informations municipales trimestriel, le Léman'œil, distribué gratuitement à la population.

### Sports

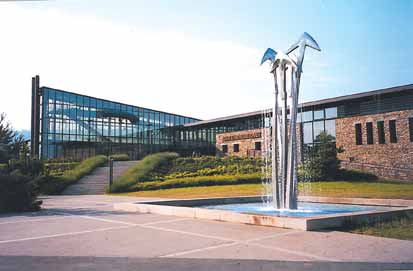
Entrée du centre nautique de la cité de l'eau.

#### Activités sportives
Un large choix d'activités sportives et de loisirs est proposé sur la commune par le Foyer de loisirs et d'animation d'Amphion-Publier(FLAP) : tennis, judo, danse, basket, randonnée, gymnastique, football, plongée subaquatique... Le footballeur Oscar Londono, jouant actuellement au sein du club genèvois du Servette FC, fut de 1982 à 1998 membre du club de football d'Amphion-les-Bains au sein des juniors.

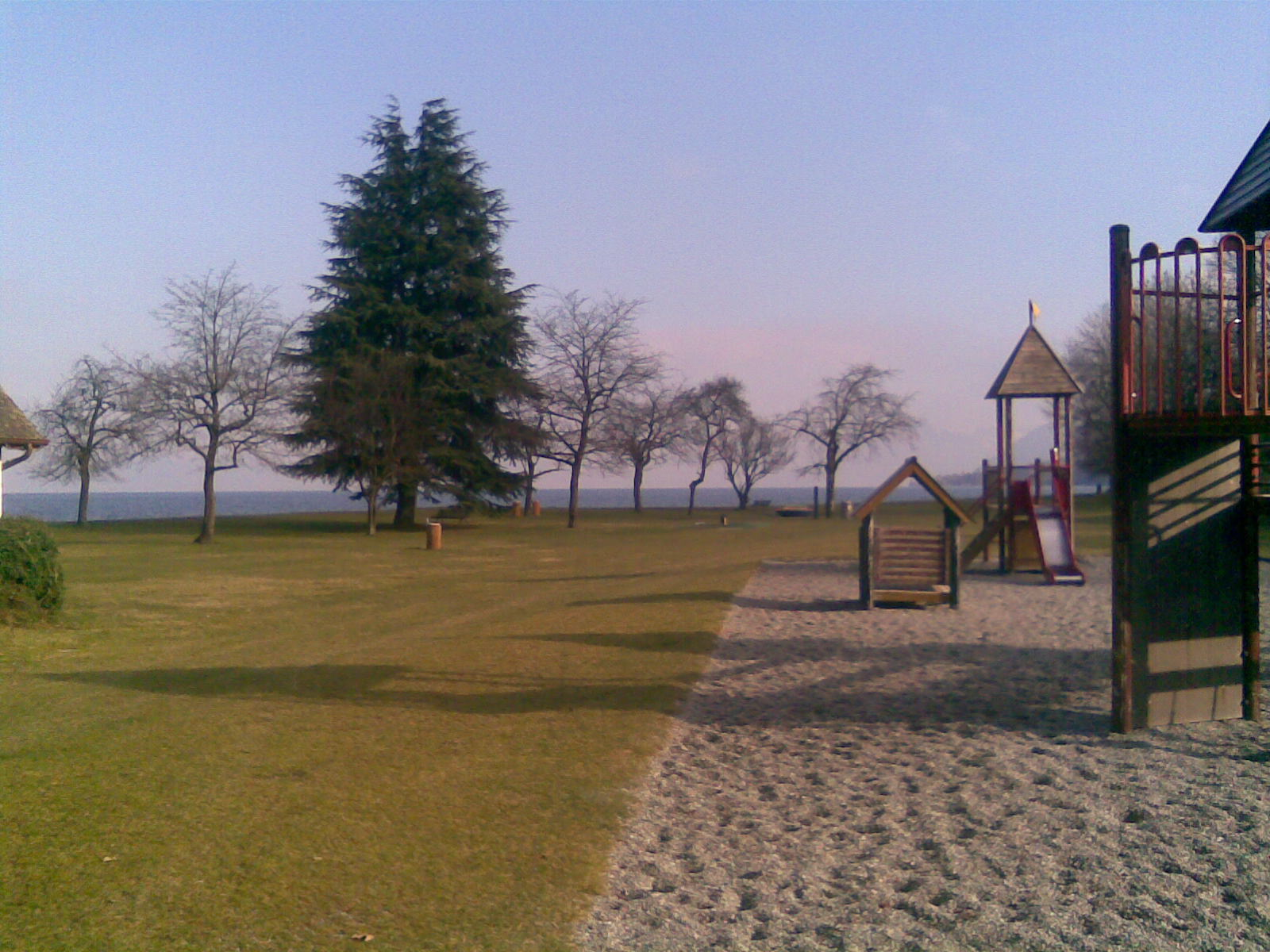
La plage d'Amphion.

#### Infrastructures
Le stade Fernand-David doté d'un terrain d'honneur et d'un terrain d’entraînement, où évolue le club de football de la commune, le CSAP (Club Sportif d'Amphion-Publier).
La plage municipale d'Amphion, gratuite et surveillée, est aménagée de jeux d'enfants, d'un terrain de beach-volley, d'un terrain de pétanque, d'un mini-golf et d'un bar-snack.
Cinq terrains de tennis accueillent depuis 2000 un open international de tennis handisport.
Une grande partie du golf d'Évian, où se dispute le tournoi de golf professionnel féminin Evian Masters se situe sur le territoire de la commune.
Un mini-golf paysager propose deux pistes de 18 trous : un parcours alpin et un parcours tropical, reconnaissables aux essences des arbres et plantes qui les aménagent.

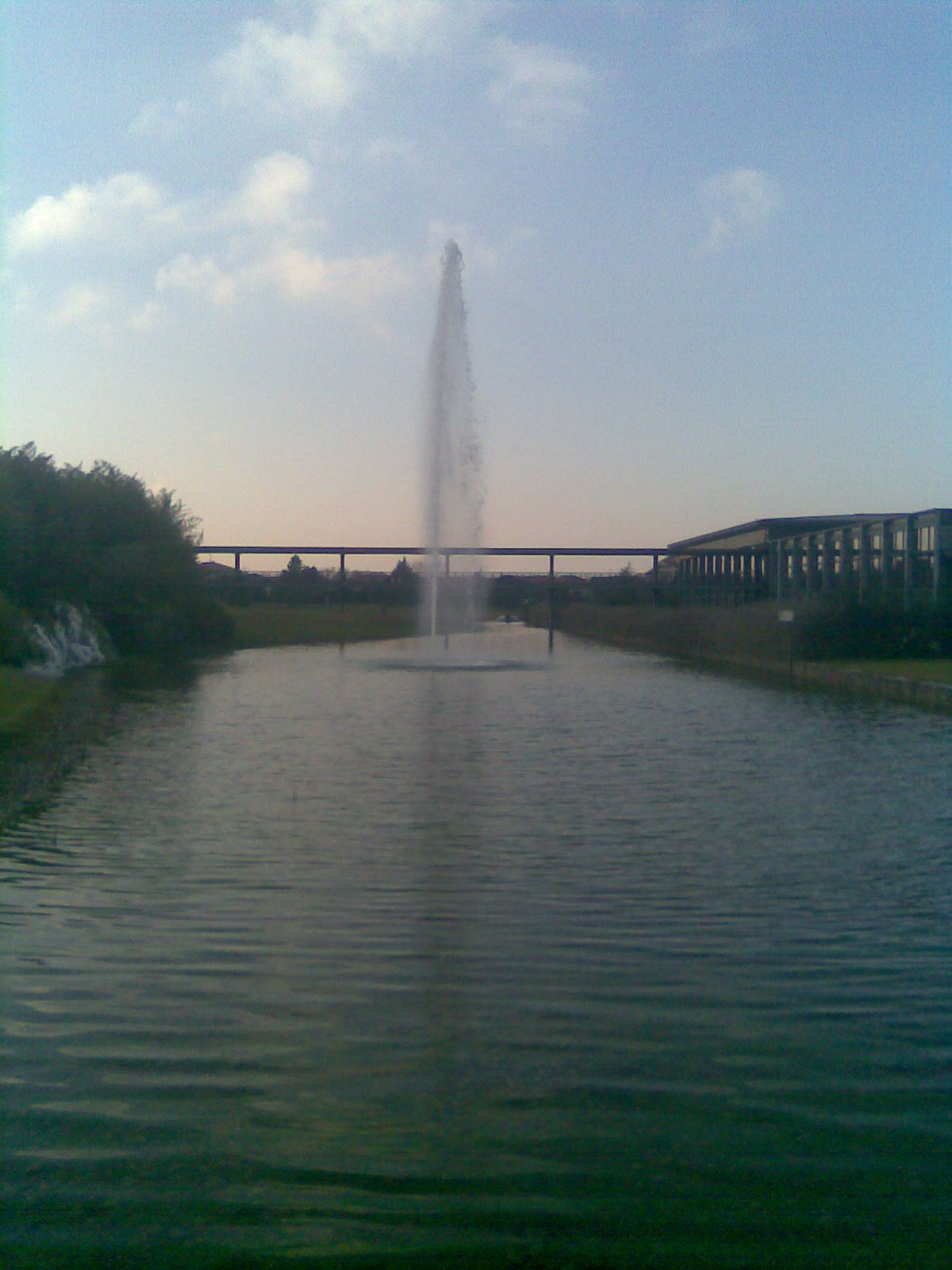
Le jet d'eau de la cité de l'eau.

##### Complexe sportif de la cité de l'eau
Cet équipement récent et moderne est implanté dans un grand espace vert ou l'on trouve fontaines et jets d'eau. Il est composé d'une salle omnisports gradinée (équipée d'un mur d'escalade), d'un espace nautique couvert comprenant une piscine (bassin de 25 m), une piscine à vagues, un toboggan de 100 m et une fosse à plongeons (aquagym et cours de natation y sont proposés), ainsi que d'un espace forme doté de deux jacuzzis, deux saunas, une salle de musculation, une salle de cardio-training et d'une salle de cours collectifs.
En 2003, la cité de l'eau a accueilli le centre international de presse du sommet du G8 d'Évian, où les médias du monde entier étaient présents.

##### Centre d'entrainement et de formation aux métiers du sport
En 2010, à la suite de l'accession en ligue 2 de l'Évian Thonon Gaillard Football Club, ce dernier devait se doter d’un véritable centre d’entraînement pour son équipe professionnelle. Il est aujourd'hui temporairement situé à Amphion en bordure du lac, sur le site de l'ancienne hydrobase militaire, prêté par le Conservatoire du littoral jusqu'au 14 juillet 2012. Le bâtiment de 300 mètres carrés a été complètement remis à neuf et converti en vestiaires, salle de soins, salle de repos et de presse, sauna et en bureaux individuels pour le staff technique, afin d'accueillir les joueurs dans de bonnes conditions. Ce centre y restera implanté pour la saison 2011-2012 de ligue 1. Après quoi, il sera transféré sur le domaine de Blonay où sera aussi établi le centre de formation aux métiers du sport, projet initié par le maire Gaston Lacroix et Franck Riboud, PDG de Danone et président d'honneur du club. Le château sera réhabilité afin de permettre l'accueil et l'hébergement des stagiaires, de l'équipe professionnelle ainsi que du siège administratif du club, et quatre à cinq terrains d’entraînement y seront créés.

### Lieux de culte
La commune compte deux lieux de culte catholique : l'église Saint-Ferréol à Publier et la chapelle Notre-Dame-de-la-Rencontre à Amphion. Ils dépendent du doyenné du Chablais, lui-même partie de la paroisse Saint-André en Gavot-Léman du diocèse d'Annecy.

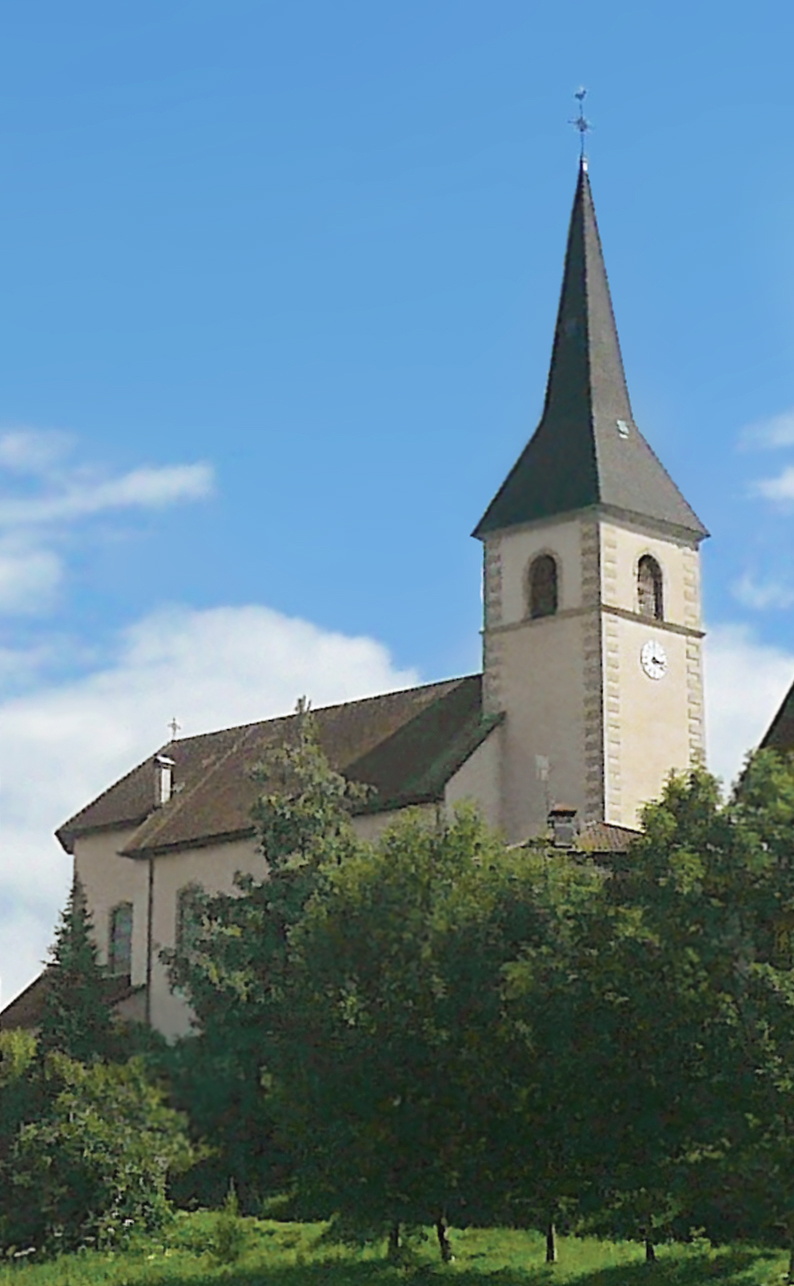
L'église Saint-Ferréol de Publier avec le côté nord vu du chemin des Rosaires.
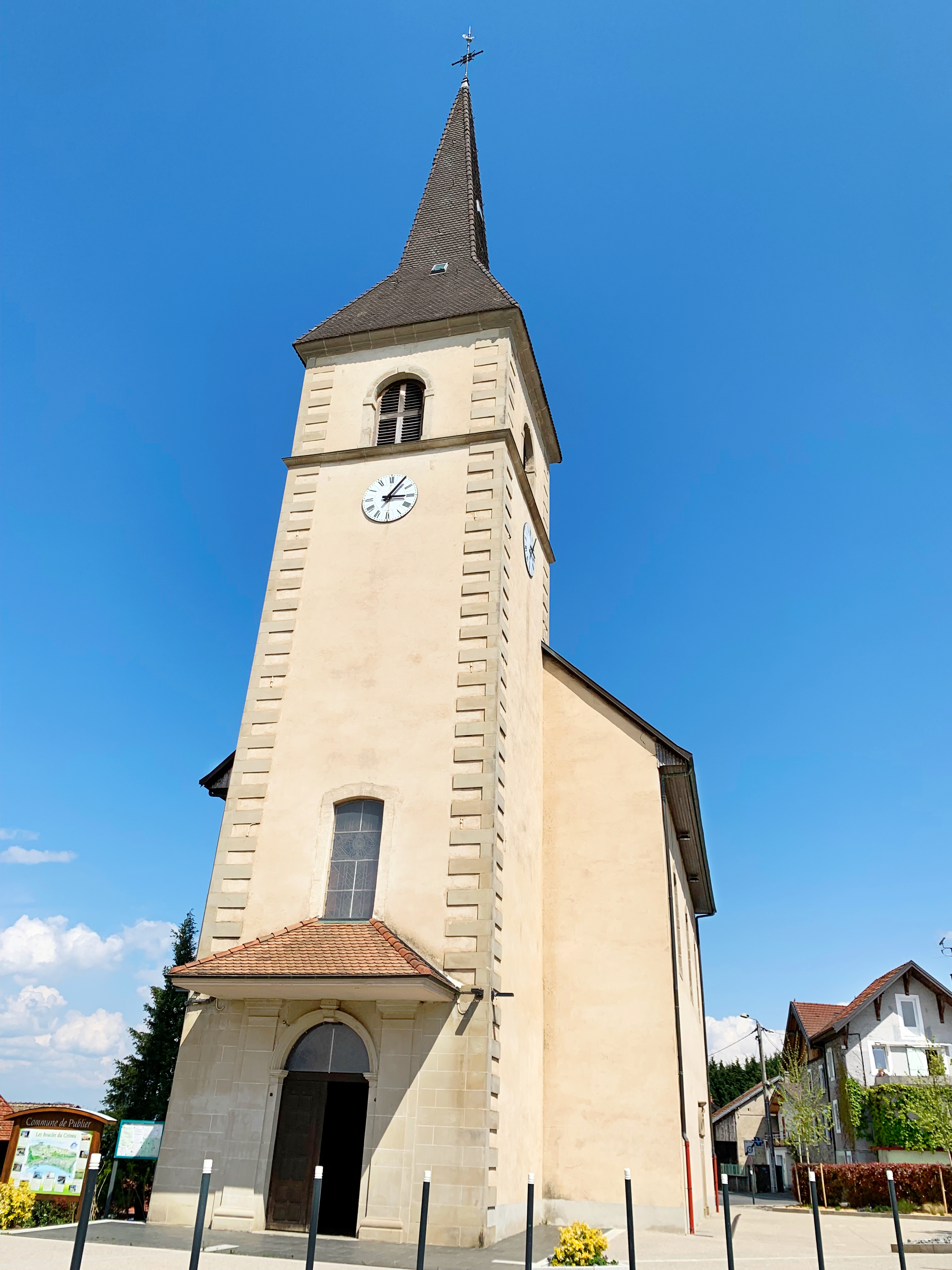
Le clocher à l'ouest.
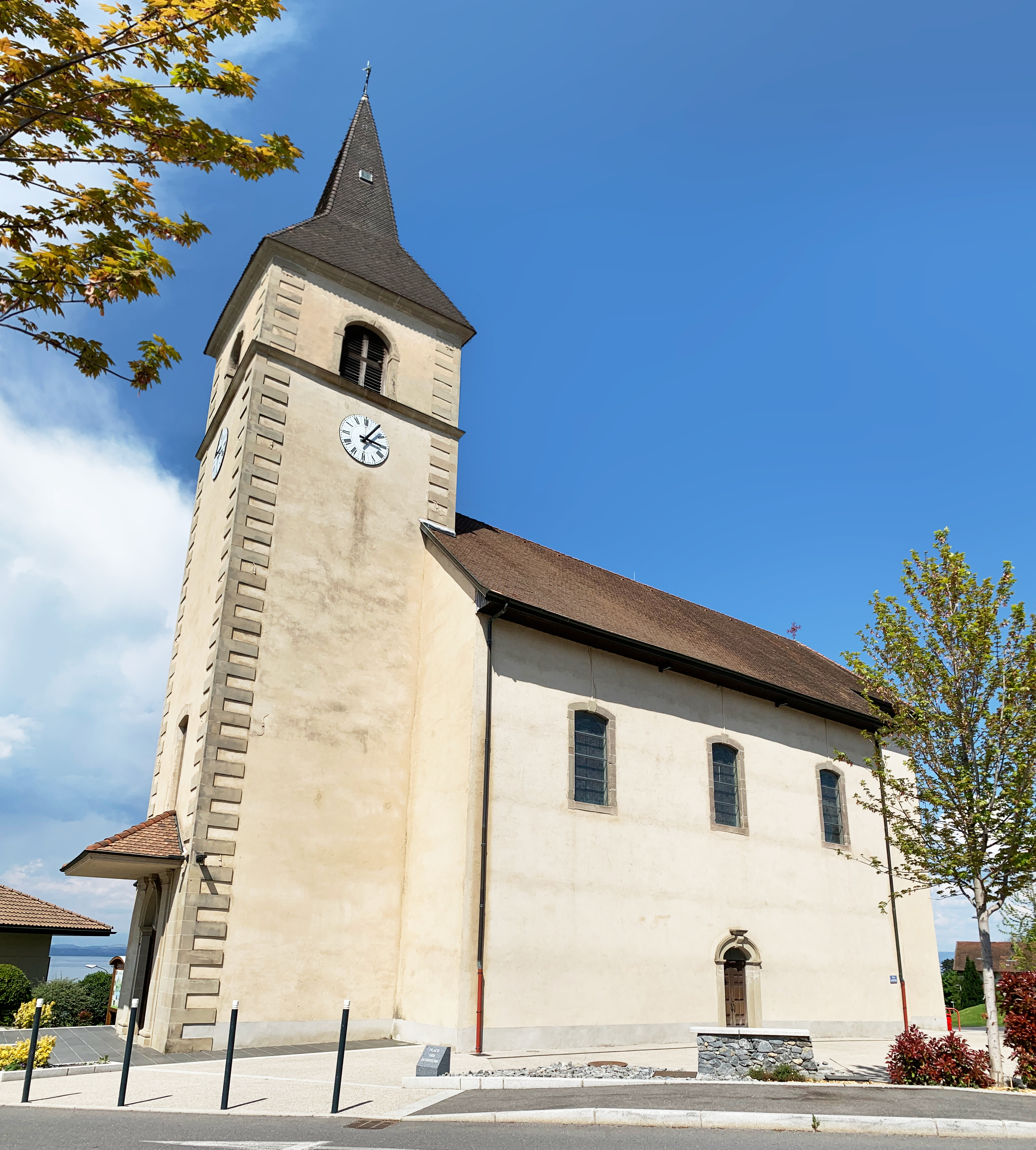
Le côté sud vu de la place du 8-Mai-1945.

## Économie

### Revenus de la population et fiscalité
En 2007, le revenu fiscal médian par ménage était de 21 235 €, ce qui plaçait Publier au 2 614e rang parmi les 30 714 communes de plus de cinquante ménages en métropole.

### Emploi
En 2006, la population active de la commune était de 2 972 personnes, dont 237 chômeurs, soit un taux de chômage de 8 %. Grâce à un tissu économique dynamique, la commune s’assure une certaine autonomie en matière d’emploi, notamment avec la présence à Amphion de l’usine d’embouteillage des eaux minérales Évian (Groupe Danone), leader mondial dans son secteur et les Papèteries du Léman (Groupe Bolloré), leader mondial en papier d’impressions minces.
|                   | Agriculteurs | Artisans, commerçants, chefs d'entreprise | Cadres, professions intellectuelles | Professions intermédiaires | Employés | Ouvriers |
| ----------------- | ------------ | ----------------------------------------- | ----------------------------------- | -------------------------- | -------- | -------- |
| Publier           | 0,7 %        | 5,9 %                                     | 10,2 %                              | 20 %                       | 33,2 %   | 30 %     |
| Moyenne nationale | 2,4 %        | 6,4 %                                     | 12,1 %                              | 22,1 %                     | 29,9 %   | 27,1 %   |

### Entreprises de l'agglomération

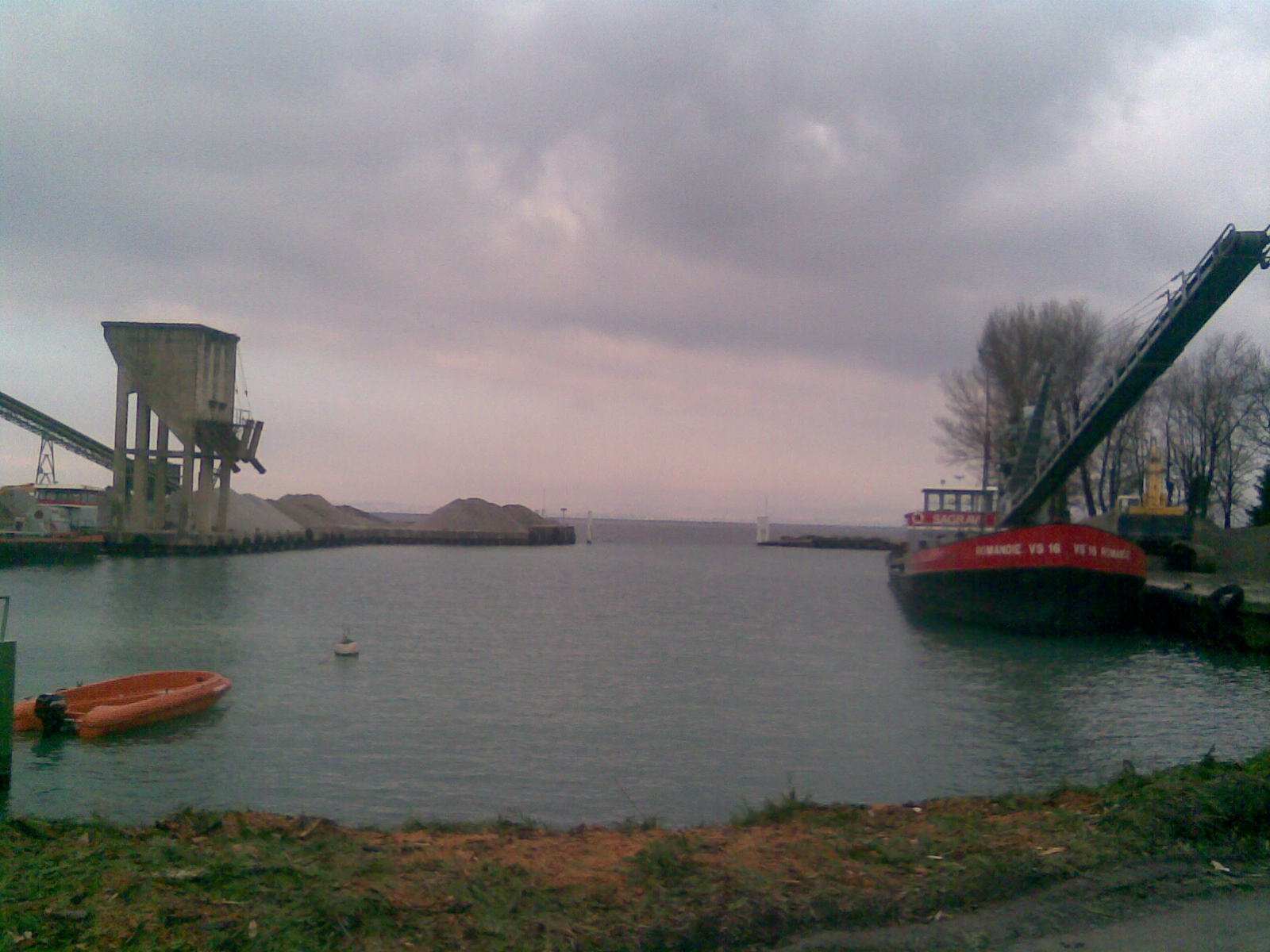
Le port Pinard. À gauche, la société d'exploitation des graviers de la Dranse.

En 1965, la société des eaux minérales Évian implante une usine d'embouteillage sur la commune, permettant un développement économique et financier considérable.
En 2004, la commune comptait 229 établissements de treize types, et a vu la création de 26 entreprises la plaçant au 1 829e rang national. Les établissements de l'industrie agricole et alimentaire représentent 1,3 % du nombre total d'entreprises avec un nombre de trois entreprise, les industries des biens de consommation représentent 1,3 % avec trois établissements, les industries des biens d'équipement une part de 2,2 % avec cinq entreprises. L'industrie des biens intermédiaires comporte onze entreprises soit 4,8 %, la construction avec ses trente-huit entreprises représente 16,6 %, le commerce représente pas moins de 24,9 % du nombre total d'entreprises avec cinquante sept établissements, le transport comprend quatre établissements soit 1,7 %. Les activités immobilières totalisent neuf entreprises soit 3,9 %, les services aux entreprises représentent 11,8 % avec vingt-sept établissements, les services aux particuliers comprennent quarante-neuf entreprises soit 21,4 % et enfin pour ce qui touche au dernier type d'établissement à savoir l'éducation, la santé et l'action sociale, on dénombre vingt-trois entreprises soit 10 % du nombre d'établissements total.
Une vingtaine d'entreprises sont implantées dans la zone industrielle d'Amphion. Telle que, la SAEME (Société anonyme des eaux minérales d'Évian), qui en 1965, construit son usine d'embouteillage à Amphion, l'eau y étant acheminée depuis la source par des canalisations en acier inoxydable. Il est possible de visiter cette usine d'embouteillage, la plus grande du monde avec 5 millions d'unités par jour. On trouve également Bolloré avec son usine des Papeteries du Léman spécialisée dans la fabrication de papiers fins, le papier à cigarettes Zig-Zag notamment. Le leader français du siphon inox, l'entreprise Limatec est également implanté sur la commune de publier depuis 1994. Enfin on peut citer la Sagradranse, une société suisse exploitant les sables et graviers de la Dranse.
La commune héberge également les bureaux administratifs de la SASP Évian Thonon Gaillard Football Club évoluant en ligue 1, dans le bâtiment la Petite Arche, situé au lieu-dit Pont de Dranse.

### Tourisme
En 2017, la commune est labellisée « Station verte ».
Depuis 2019, la plage municipale est classée « Pavillon bleu ».
Publier est aussi classée « 3 fleurs », par le jury des Villes et Villages fleuris

## Culture et patrimoine

### Monuments et lieux touristiques

#### Monuments laïques
Le jardin votif Anna de Noailles a été élevé par les amis d'Anna de Noailles, en 1938, sous forme d'un temple votif signé de l'architecte Emilio Terry dans le jardin d'Amphion, celui de la villa Bassaraba où la poétesse séjourna pour la dernière fois en septembre 1916 (elle mourra à Paris en 1933) ; il est situé en bordure du lac et ouvert au public.
Ce petit temple ou tempietto de pierre rose à ciel ouvert est constitué de six doubles piliers disposés en cercle autour d'une colonne centrale portant une urne dorée, et réunis par un toit conique semblable à celui d'un temple de l'Amour ; l'urne qui contient le cœur de la poétesse porte ce quatrain, le début de son célèbre poème Paradis à Amphion, qu'elle avait composé pour y être gravé dans son temple :
« Étranger qui viendras lorsque je serai morte,
Contempler mon lac genevois,
Laisse que ma ferveur, dès à présent t'exhorte,
Le Griffon de Farquenoud, dont la buvette offre une eau minérale aux caractéristiques comparables à l'eau minérale d'Évian, a été conçu par la sculptrice Béatrice Bouvet-Sassone et réalisé en pierre dure d’Hauteville par l’entreprise Bouvet en 1996.

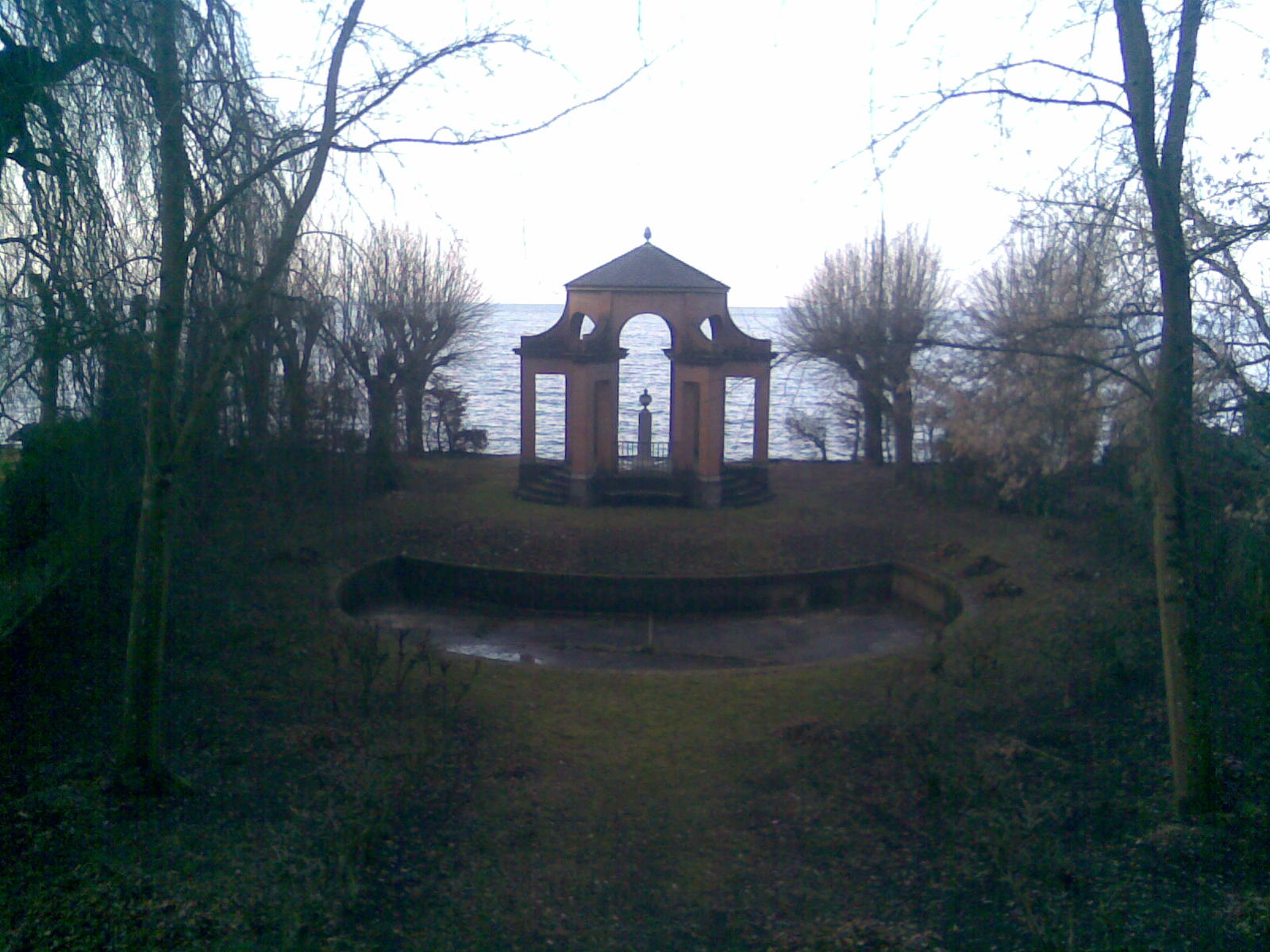
Le jardin votif Anna de Noailles.
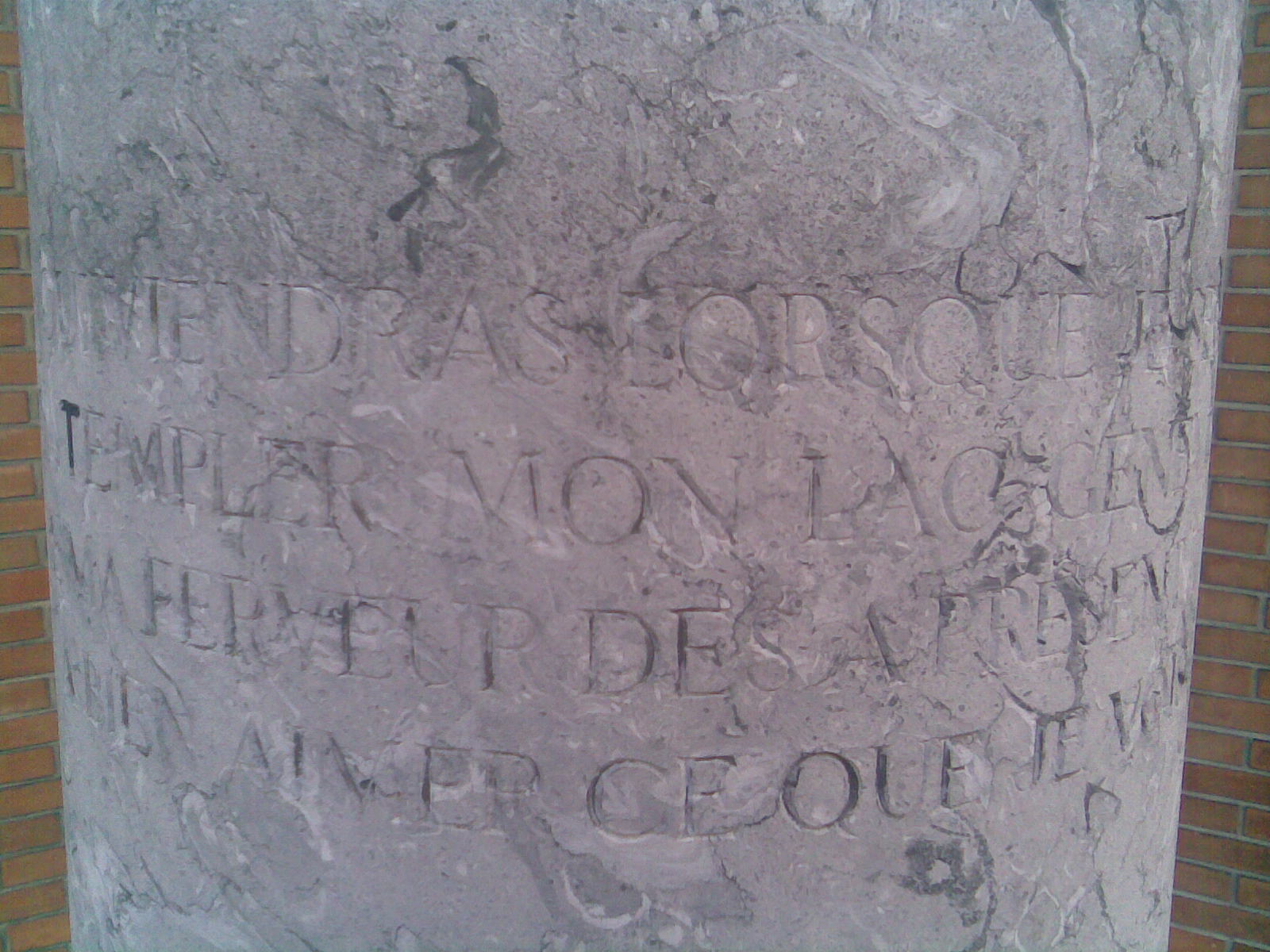
L'urne du temple votif, orné du début du poème « Paradis à Amphion ».
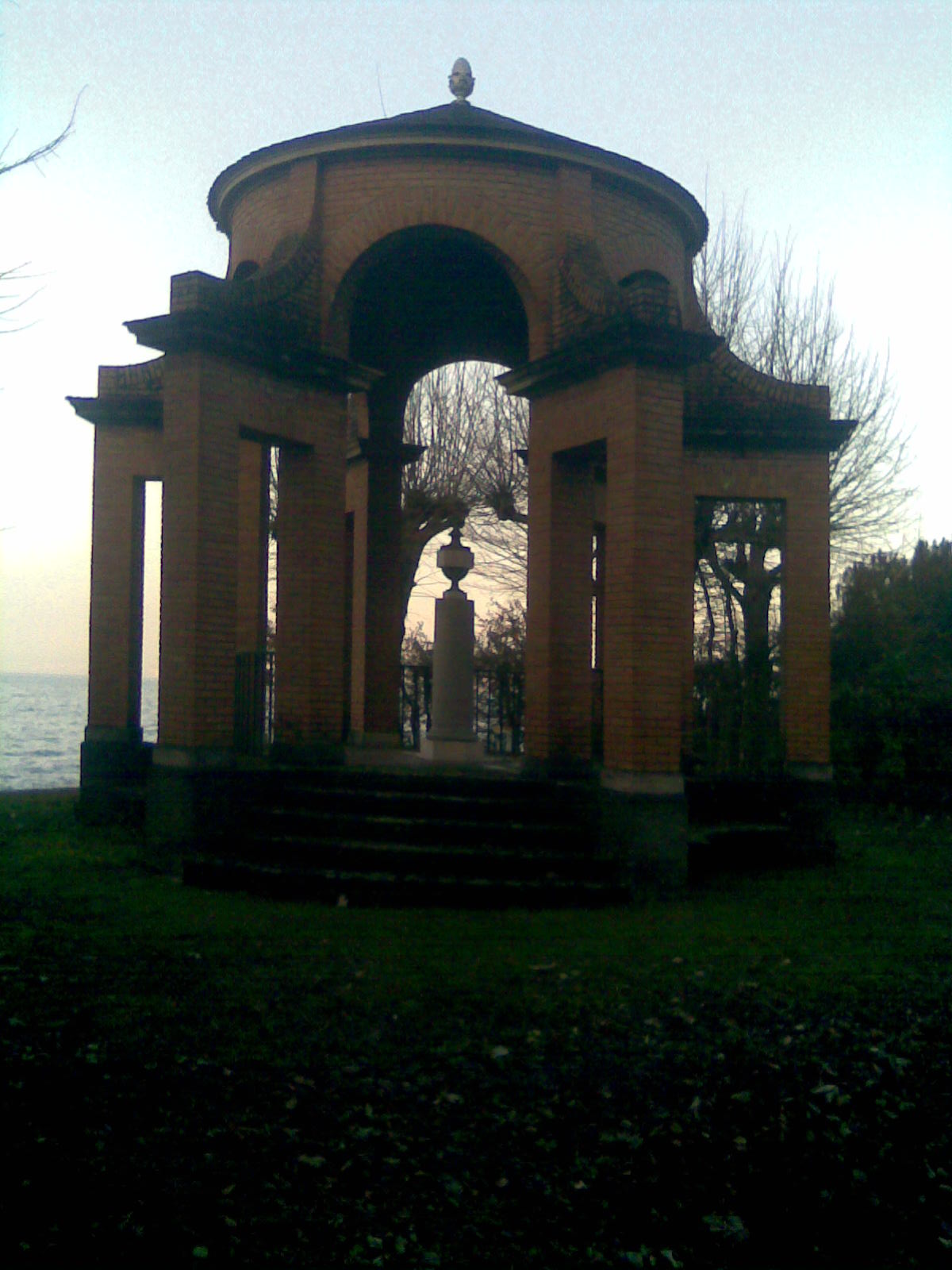
Le temple votif.
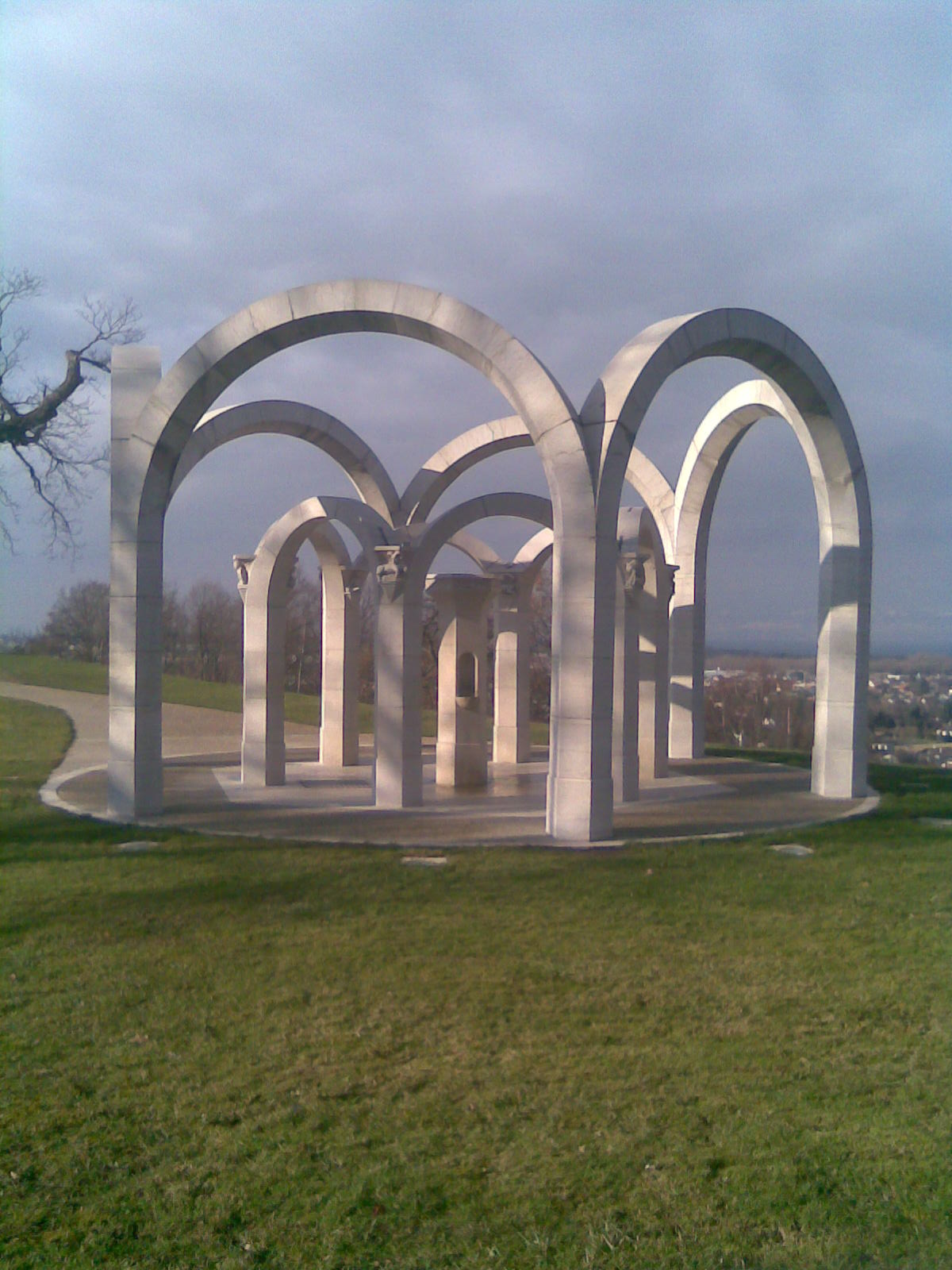
Le griffon de Farquenoud et la buvette.

Le territoire de la commune accueillait d'autres édifices dont certains ont été rasés comme le château du Miroir. Celui-ci, dont il reste dans la toponymie le nom d'une rue, était une maison forte (v. XVe siècle), siège d'une seigneurie ayant appartenu aux nobles d'Allinges, et qui resta également plus d'un siècle et demi au sein de la famille de Rivaz, avec son achat par Pierre Joseph de Rivaz vers 1715.

#### Monuments religieux
- L'église Saint-Ferréol (XIXe siècle)

Église de style néoclassique sarde, de la première moitié du XIXe siècle, elle a subi depuis une rénovation.[réf. nécessaire]
- La chapelle Notre-Dame-de-la-Rencontre

située à Amphion-les-Bains, dont la décoration est l'œuvre d'André Poirson, un artiste local qui a composé un retable de son style représentant Moïse au buisson ardent, la Pentecôte et le baptême de Jésus, complété de nombreux panneaux décoratifs, sculptés et peints. Maurice Novarina fut, de 1954 à 1959, l'architecte de cet édifice religieux.
- La chapelle Saint-Étienne de Blonay (XIIe siècle)

Au cœur du domaine de Blonay, la chapelle Saint-Étienne est saisissant est exemple de l’architecture rurale du XIIIe siècle. Vendue à la Révolution, elle devient un bâtiment agricole et une bergerie. Elle retrouve sa vocation initiale lorsqu’elle est rachetée par les oblats de Saint-François-de-Sales.[réf. nécessaire]
Depuis 1941, elle est classée à l’inventaire des monuments historiques et fut restaurée à plusieurs reprises.
- La chapelle orthodoxe de Darbon

Situé sur les hauteurs de la commune, la chapelle de Darbon est unique en son genre dans le Chablais. Cet édifice orthodoxe ne ressemble que de loin aux chapelles traditionnelles de nos campagnes. Représentatif de l’art byzantin, la chapelle se distingue par l’incroyable richesse de ses façades entièrement colorées de fresques. Le petit bâtiment avec son bulbe en cuivre a été construit dans les années 1960 à côté de la colonie de vacances de Darbon qui accueillait des jeunes pensionnaires de la diaspora russe.[réf. nécessaire]
Personnage central de ce projet, le père Egon Sendler plus communément appelé le père Igor est un iconographe à la réputation mondiale. Avec les résidents ils ont d’abord construit la chapelle puis entre 1997 et 2002, lors de stages de fresques, les murs intérieurs, les façades et le porche ont été complètement habillés de fresques réalisées avec les élèves iconographes. La nef est également richement décorée.[réf. nécessaire]
Un projet de restauration a été mené à bien en 2022 avec le concours de la Fondation du patrimoine.
- La Vierge de Notre-Dame du Léman

Érigée en 2012 sur un terrain communal des hauteurs d'Amphion, payée 30 000 euros par la municipalité, a été déposée en février 2017 conformément à une décision de justice intimant de retirer la statue du domaine public par respect des principes de la laïcité.

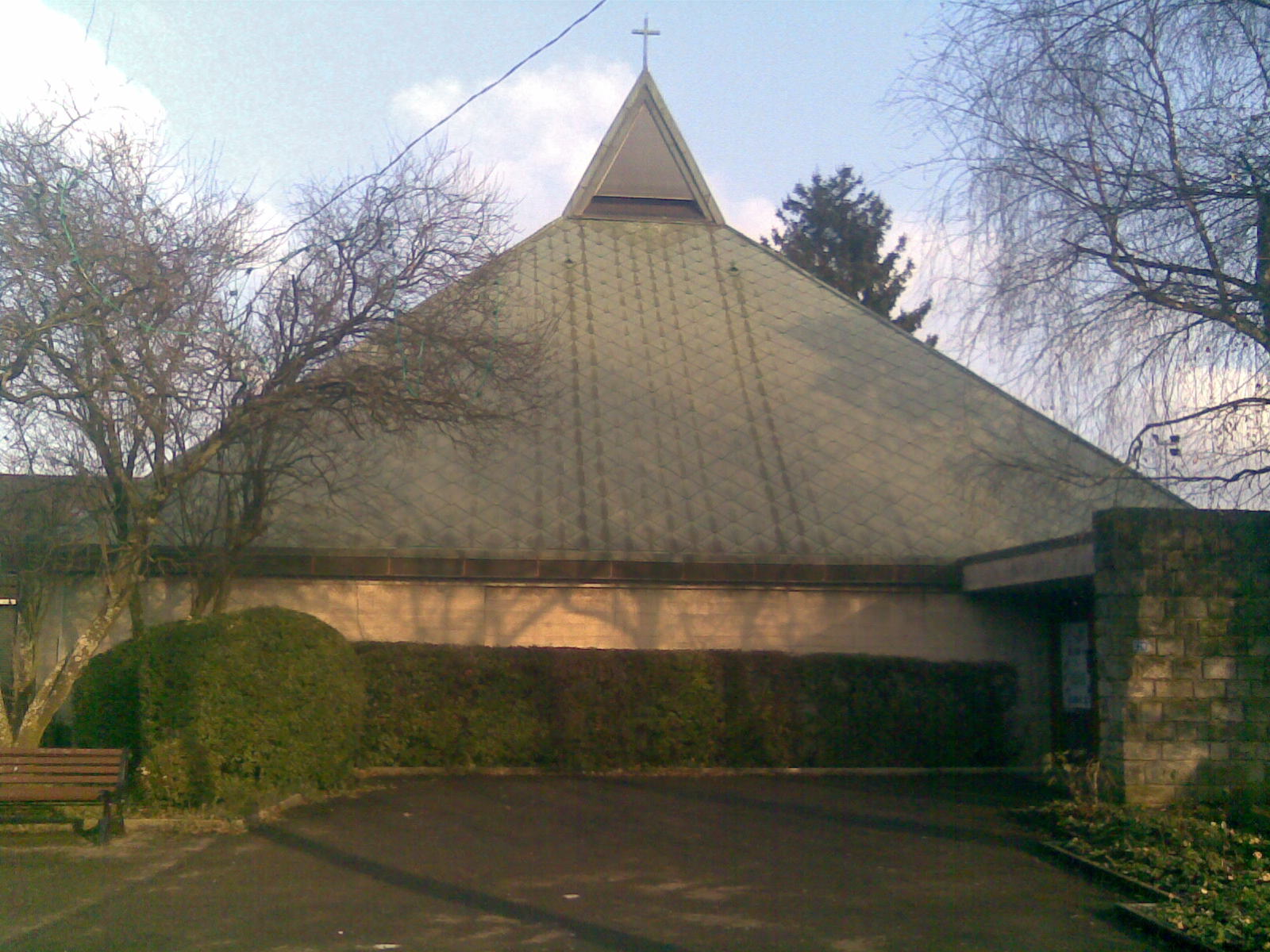
La chapelle Notre-Dame-de-la Rencontre.
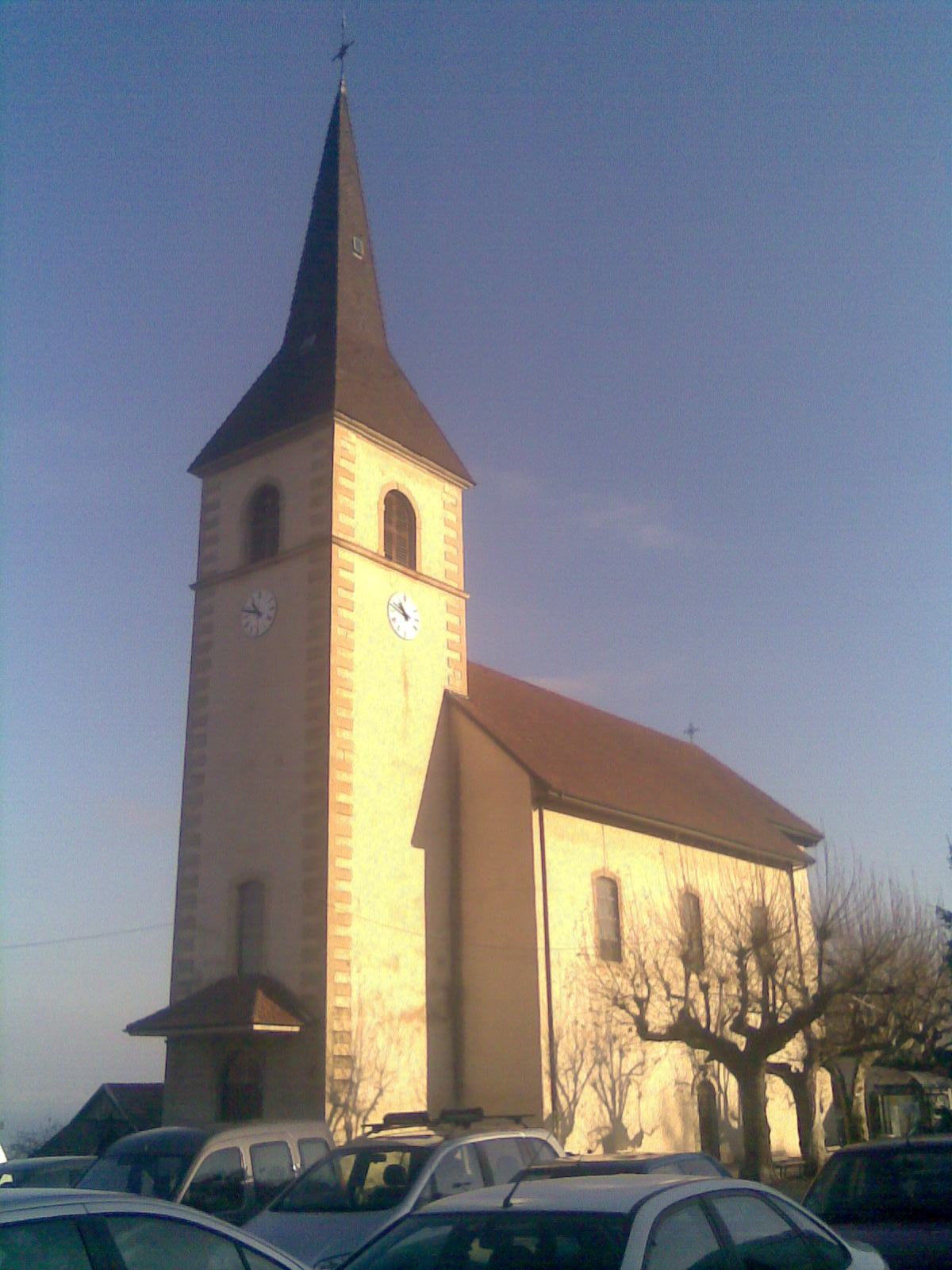
L'église Saint-Ferréol à Publier.
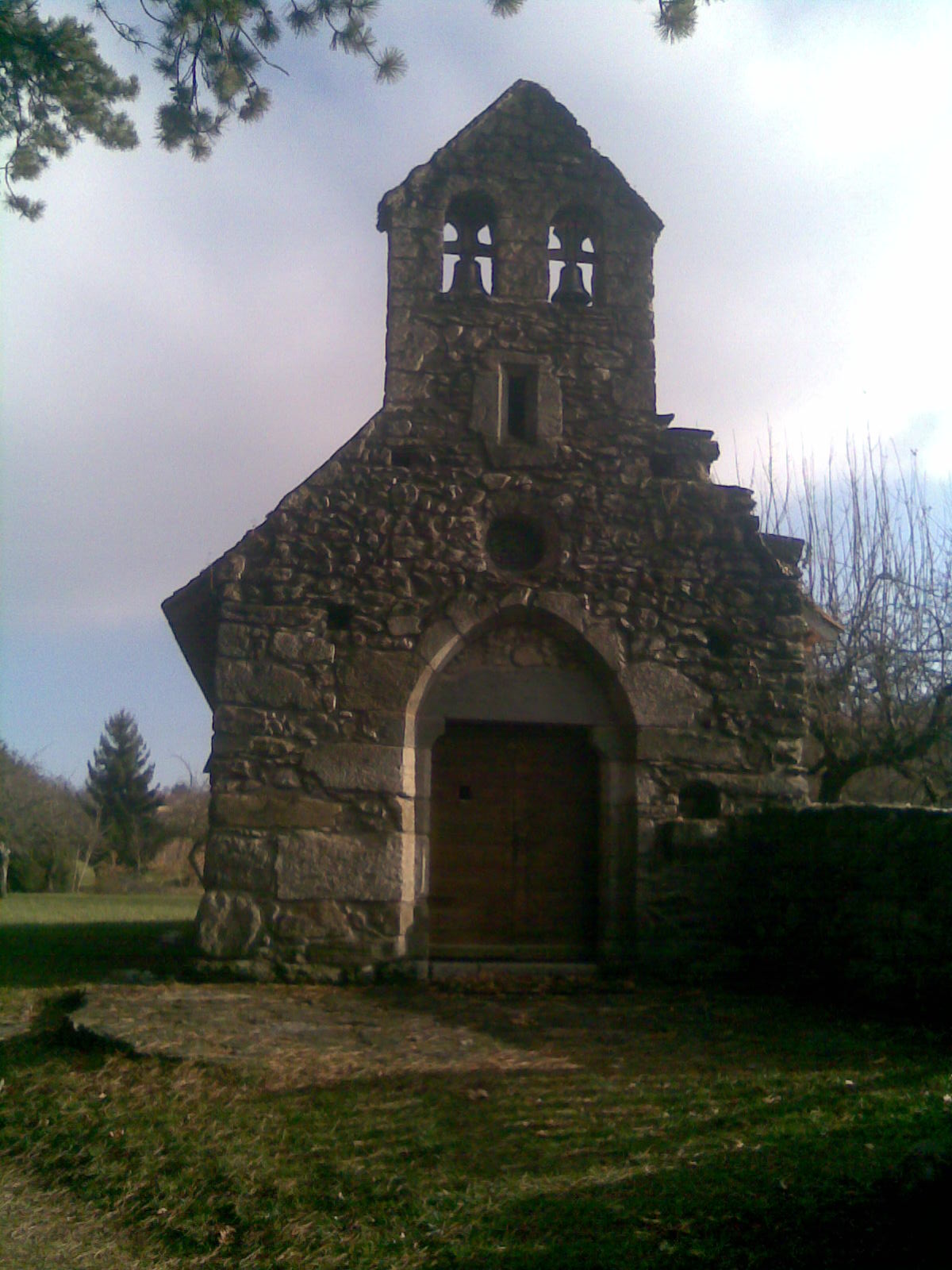
La chapelle Saint-Étienne de Blonay.

#### Patrimoine architectural

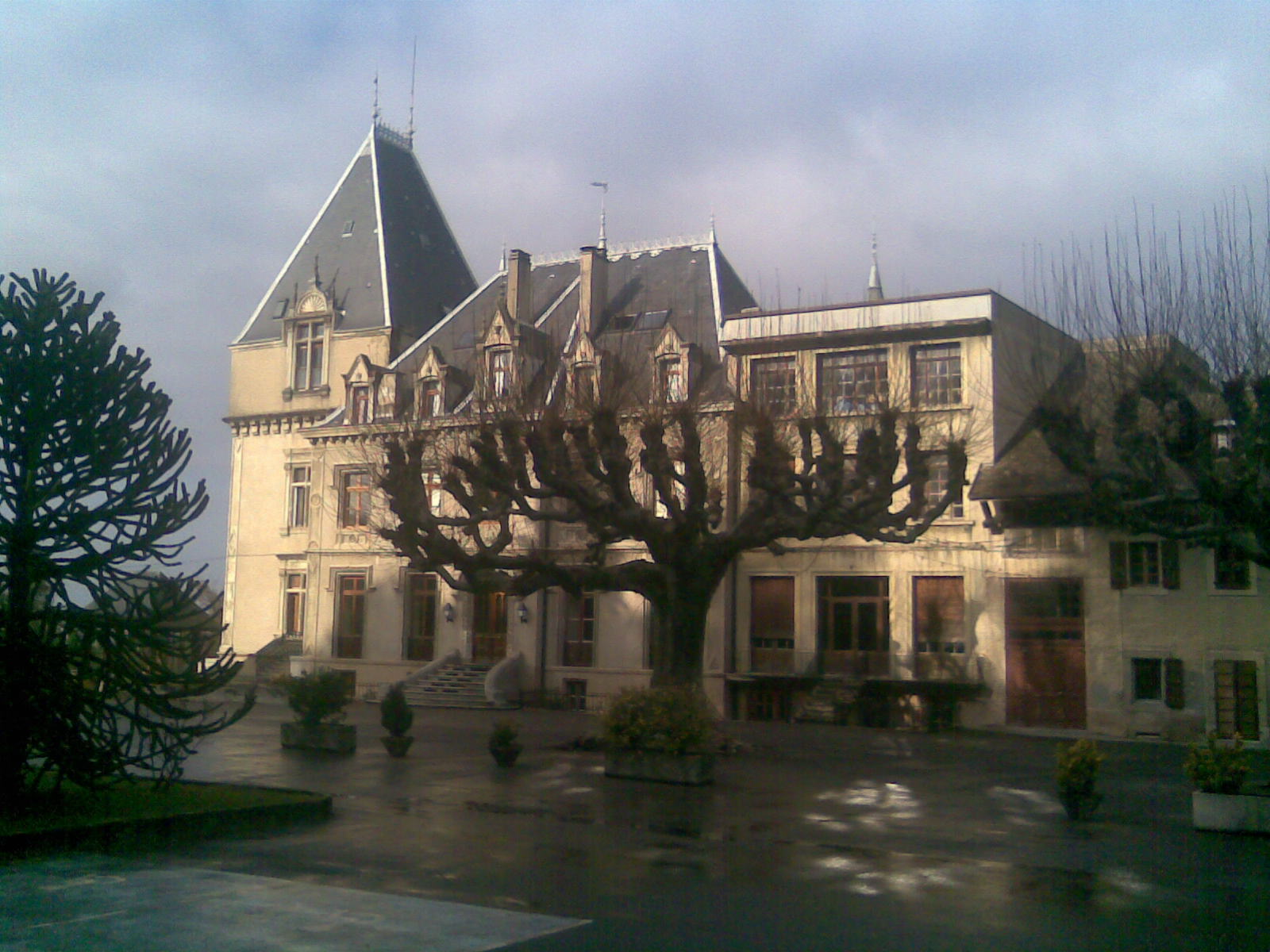
Le château de Blonay.

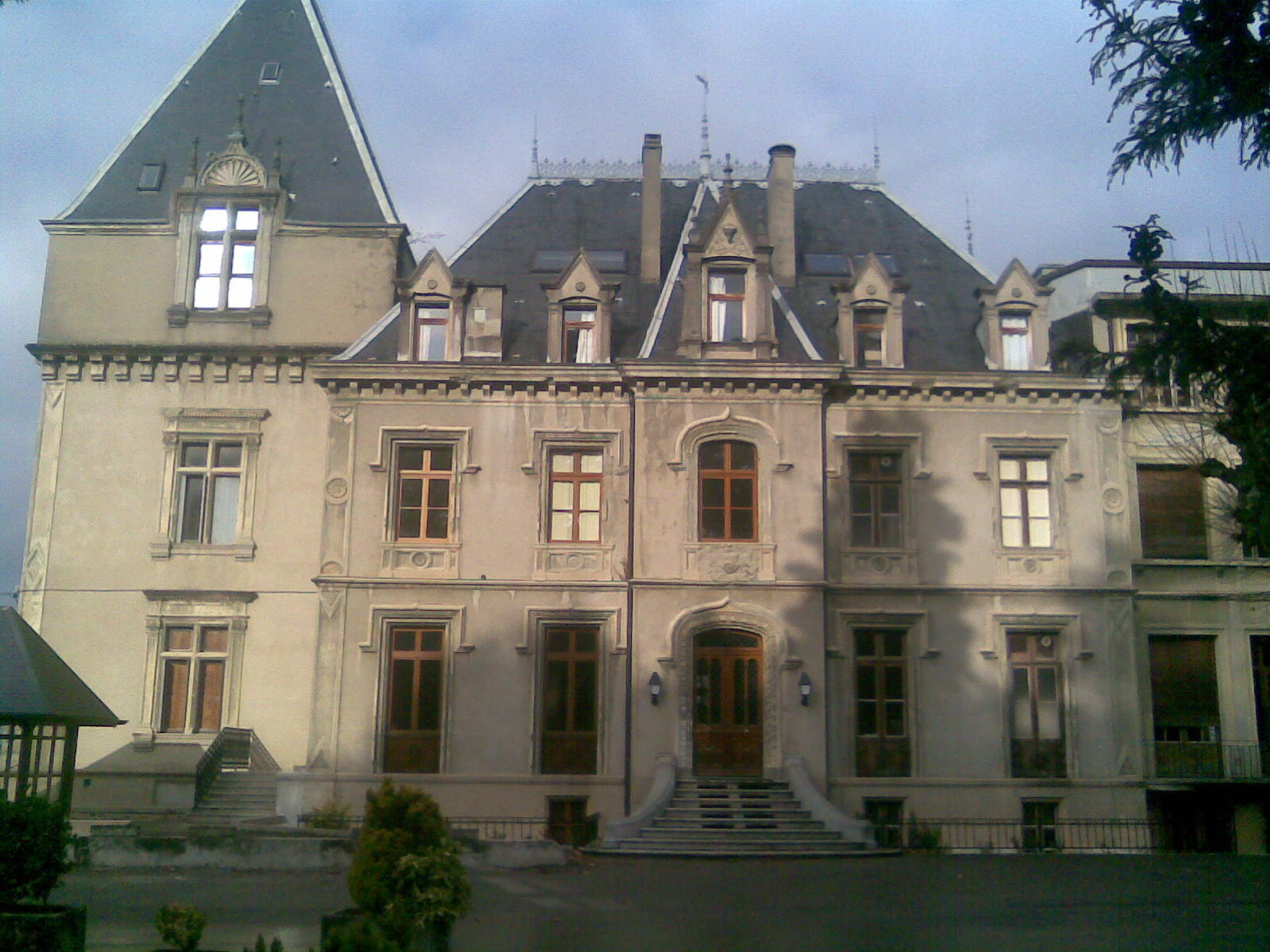
Le château de Blonay.

##### Le domaine de Blonay
L'actuel château de Blonay est de style néo-Renaissance ; sa façade au midi comporte un avant-corps où la porte d'entrée est surmontée des armes des Blonay. Le château est flanqué, au couchant, par une grosse tour carrée aux fenêtres richement ouvragées. Une étroite tourelle ronde se dresse dans un angle nord-est. L'un des salons du rez-de-chaussée conserve d'intéressantes tapisseries.
L’actuel domaine de Blonay, situé aux limites de la commune de marin, s’élève sur les ruines de l’antique château fort de la chapelle Saint-Étienne. Autrefois, cette place forte permettait de surveiller les voies de communication entre le bas Chablais et le pays de Gavot et tout particulièrement le pont sur la Dranse.
En 1755, le baron Claude Louis de Blonay fait l’acquisition de la seigneurie qui sera ensuite vendue comme bien national durant la Révolution. Le nouvel acquéreur, la famille Antonio de Thonon, fait alors construire à l’emplacement actuel du château une maison carrée d’un étage. En 1867, la famille Blonay rachète la propriété. François de Blonay fait alors rehausser la maison d’un étage et construire un donjon carré à tenons. C’est l’aspect actuel du château. Jusqu’en 1928, il est occupé par la congrégation de Saint-François-de-Sales, puis par différentes associations religieuses. Durant cette période, le château est plus connu sous le nom de château des Pères. C’est en 1995 que la commune de Publier en fait l’acquisition.

##### La demeure dite «le Vieux Mottay»'

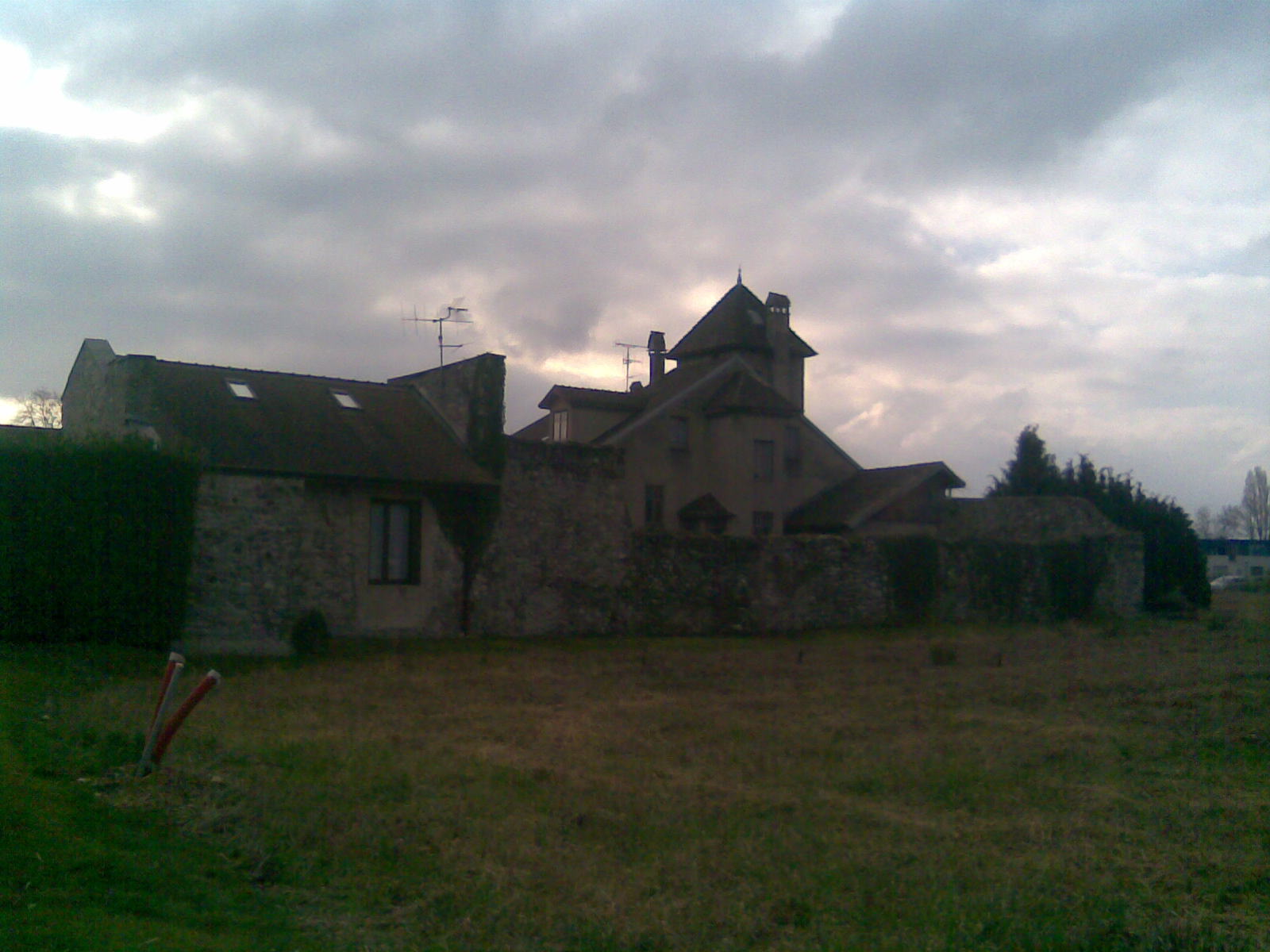
La demeure du vieux Mottay.

Cette demeure construite en 1666 (date gravée sur le portail) a été versée en 2007 à l'inventaire général du patrimoine culturel de la région Rhône-Alpes. Situé dans le hameau d'Amphion-les-Bains, cet édifice, dont on ne connaît pas l'origine exacte, aurait été construit pour les chartreux de Ripaille, qui possédaient aussi un château avec parc, la commanderie de Ripaille et d'autres bâtiments. Après la Révolution, le Vieux Mottay retiré aux chartreux devient bâtiment rural avec four, grange et bâtiments d'habitation.
Ce lieu inspire le peintre Antoine Lumière qui l'achète en 1898 et qui l'immortalise en peignant Le Vieux Mottay, devenu bâtiment rural subira au XXe siècle plusieurs remaniements. Il comporte actuellement une chapelle, des auvents de portail, et il conserve les armoiries sculptées sur la porte, un blason aux armes de la Savoie.

#### Patrimoine environnemental
La commune dispose sur son territoire de la réserve naturelle du delta de la Dranse. Classée depuis le 17 janvier 1980, cette réserve située entre Amphion et Thonon et couvrant l'embouchure de la Dranse sur 53 hectares, possède une faune et une flore riches et très variées. Il s'agit du dernier delta lacustre sauvage des rives du Léman. En visite, on peut y rencontrer de nombreuses espèces de reptiles et d'amphibiens, des castors, ainsi que plus de 200 espèces d'oiseaux. Certaines espèces s'y reproduisent de façon régulière (Martin-pêcheur, Fuligule morillon, Grèbe castagneux, Mouette rieuse...) ou de manière plus exceptionnelle (Canard chipeau, Nette rousse...). Le Delta de la Dranse est le seul site de reproduction en Rhône-Alpes du Goéland cendré. Cette petite colonie (de 5-6 couples) représente 15 à 20 % de la population française et est la plus méridionale d'Europe. Ce site constitue l'un des lieux de chasse de certains rapaces (Faucon pèlerin, Faucon hobereau, Épervier d'Europe...) ou de nourrissage d'autres oiseaux (Héron cendré, Harle bièvre...), sans qu'on ait prouvé à ce jour que ces espèces nichent sur le site lui-même. Il s'agit également du dernier site de fixation naturel de la Sterne Pierregarin dans tout le bassin supérieur de Rhône. La flore est aussi représentée à travers près de 800 espèces montagnardes, alpines et méridionales, ce qui représente le tiers de la flore de Haute-Savoie, parmi lesquelles on trouve 23 espèces d'orchidées. La réserve est un lieu protégé, ainsi, même s'il est possible de la visiter certaines précautions doivent être prises. Celles-ci sont indiquées à l'entrée de la réserve.

#### Espaces verts

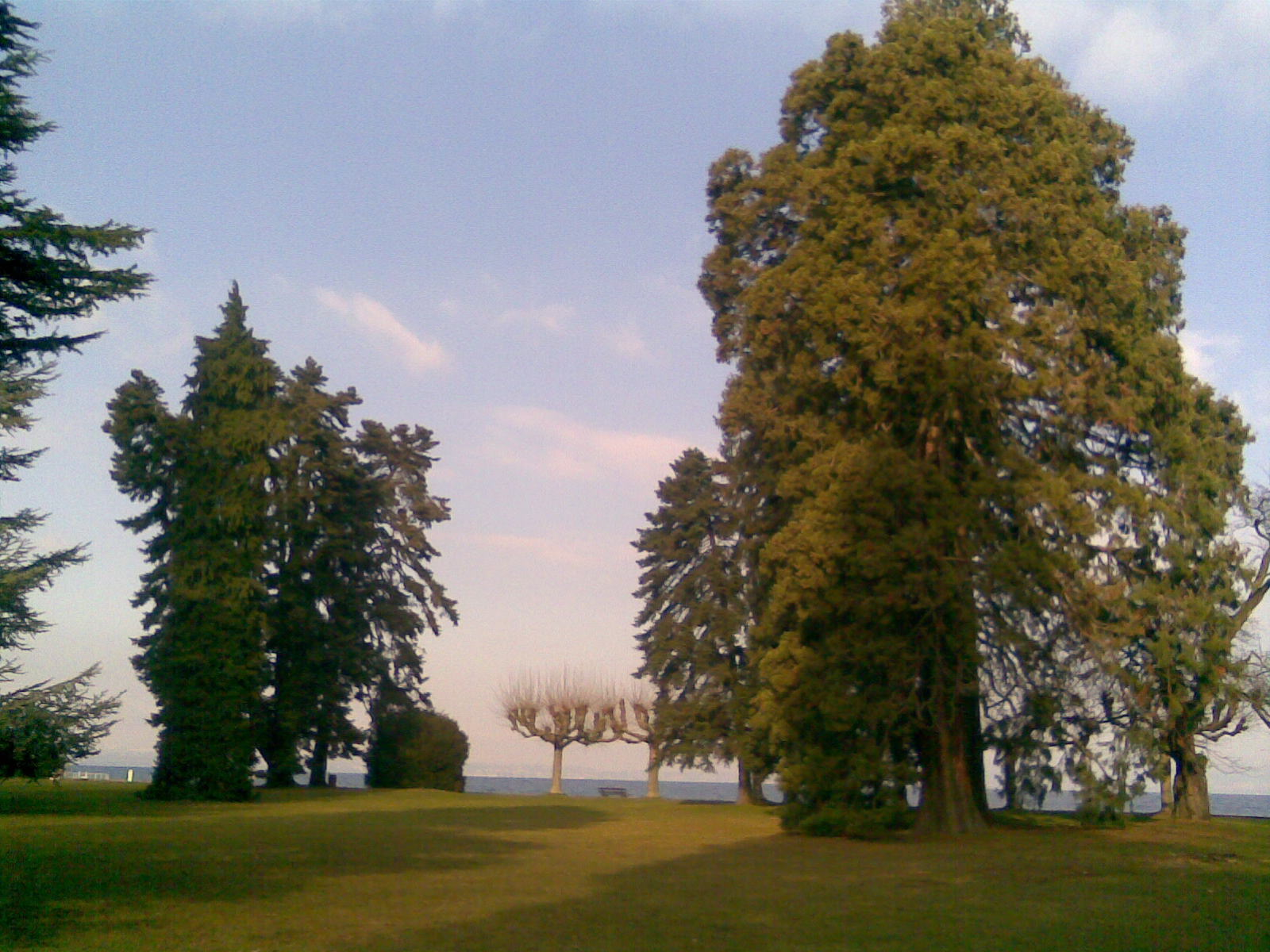
Le parc des Cèdres.

Un territoire largement boisé offre de nombreux espaces verts (239 m2 par habitant) représentant plus de cinquante essences différentes.
Au printemps, le service des espaces verts de la commune dispose de quelque 18 000 plants de diverses fleurs à mettre en place : géraniums, bégonias, dahlias, impatiences, verveines, cosmos, gazanias... En automne, 12 200 bulbes de tulipes, jacinthes, narcisses..., 16 000 pensées, pâquerettes, myosotis..., et 500 chrysanthèmes sont mis en place. Ces aménagement ont été récompensés en 2007 par l'obtention d'une deuxième fleur au concours national des villes et villages fleuris, puis en 2014,.
- Le parc des Cèdres : situé entre le complexe nautique de la Cité de l'eau et le lac. On y trouve des arbres exceptionnels, un parcours vita, des tables de pique-nique, un terrain de pétanque, un petit port.
- Le parc Maxima : situé à l'entrée est d'Amphion, où se trouve la source du même nom. Ce parc a été versé en 2003 à l'inventaire général du patrimoine culturel de la région Rhône-Alpes[112].
- Le parc de la propriété Les Cygnes : situé avenue de Noailles à Amphion. Ce parc a été versé en 2003 à l'inventaire général du patrimoine culturel de la région Rhône-Alpes[113].
- Autres parcs : Miroir, mairie, bibliothèque, Mottay, plage municipale, Pré curieux, Clos fleuri, parc Yasmine, espace fontaine Souriane, domaine de Blonay, parc de la Cité de l'eau. La commune totalise 378 989 m2 de parcs publics[114].

##### Randonnée
8 km de sentiers de randonnées pédestres, avec des panoramas sur la Baie d'Amphion ou les montagnes.

##### Littoral du Léman
Une plage gratuite est aménagée, de même que des sentiers de promenades et de découvertes des éléments naturels (faune et flore).

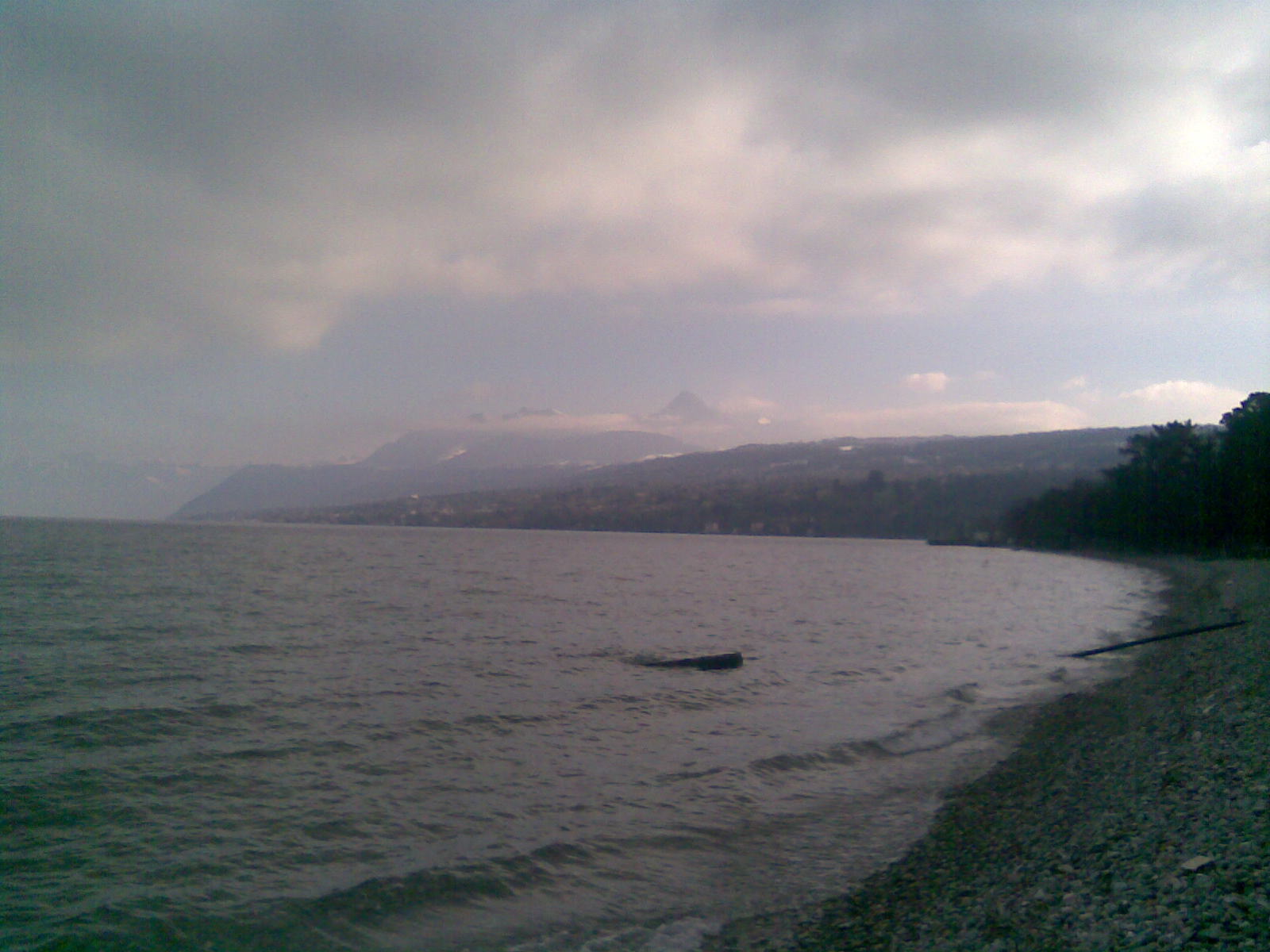
La baie d'Amphion vue du port Pinard.
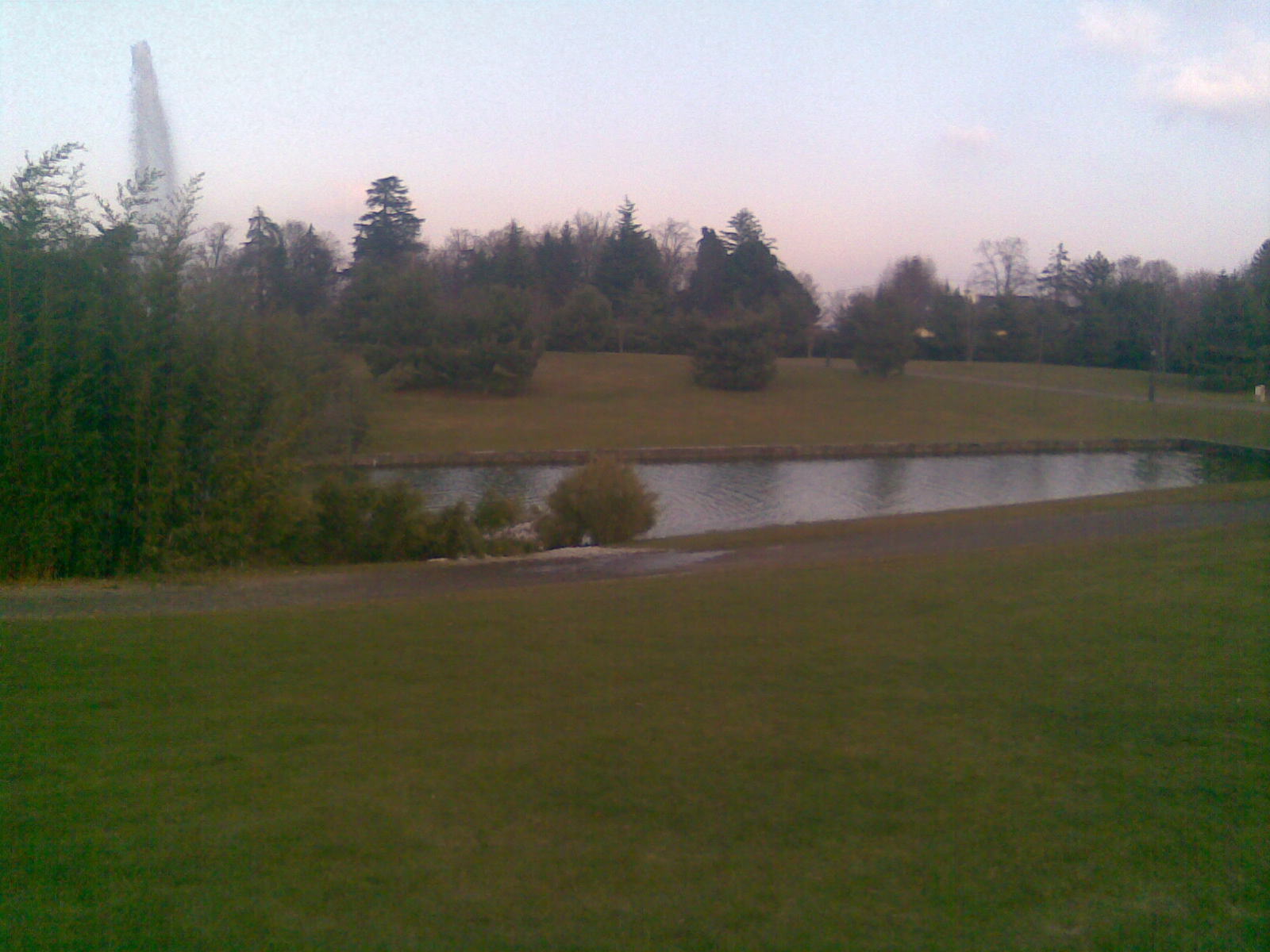
Le parc de la Cité de l'eau.
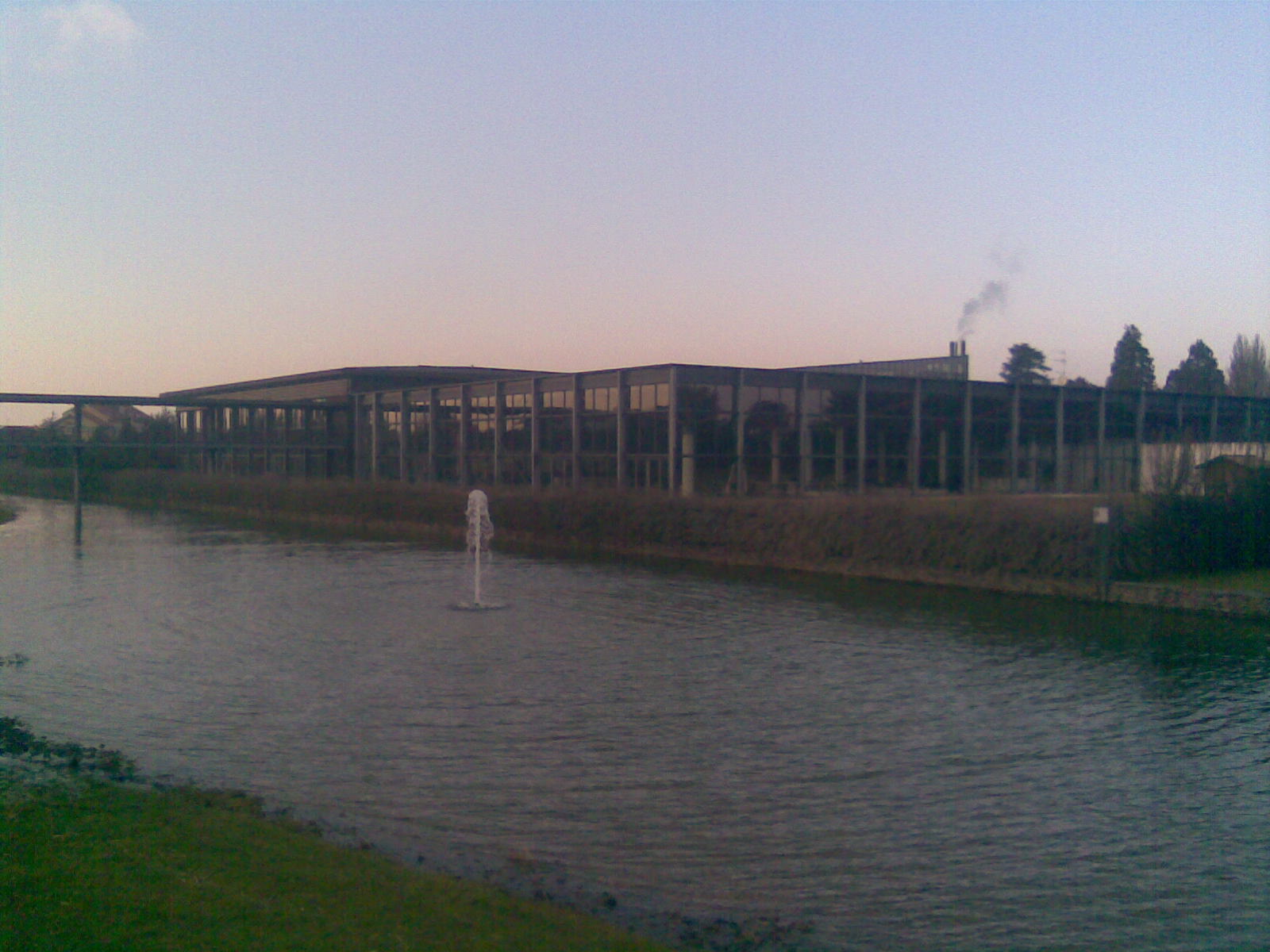
Le parc de la Cité de l'eau.
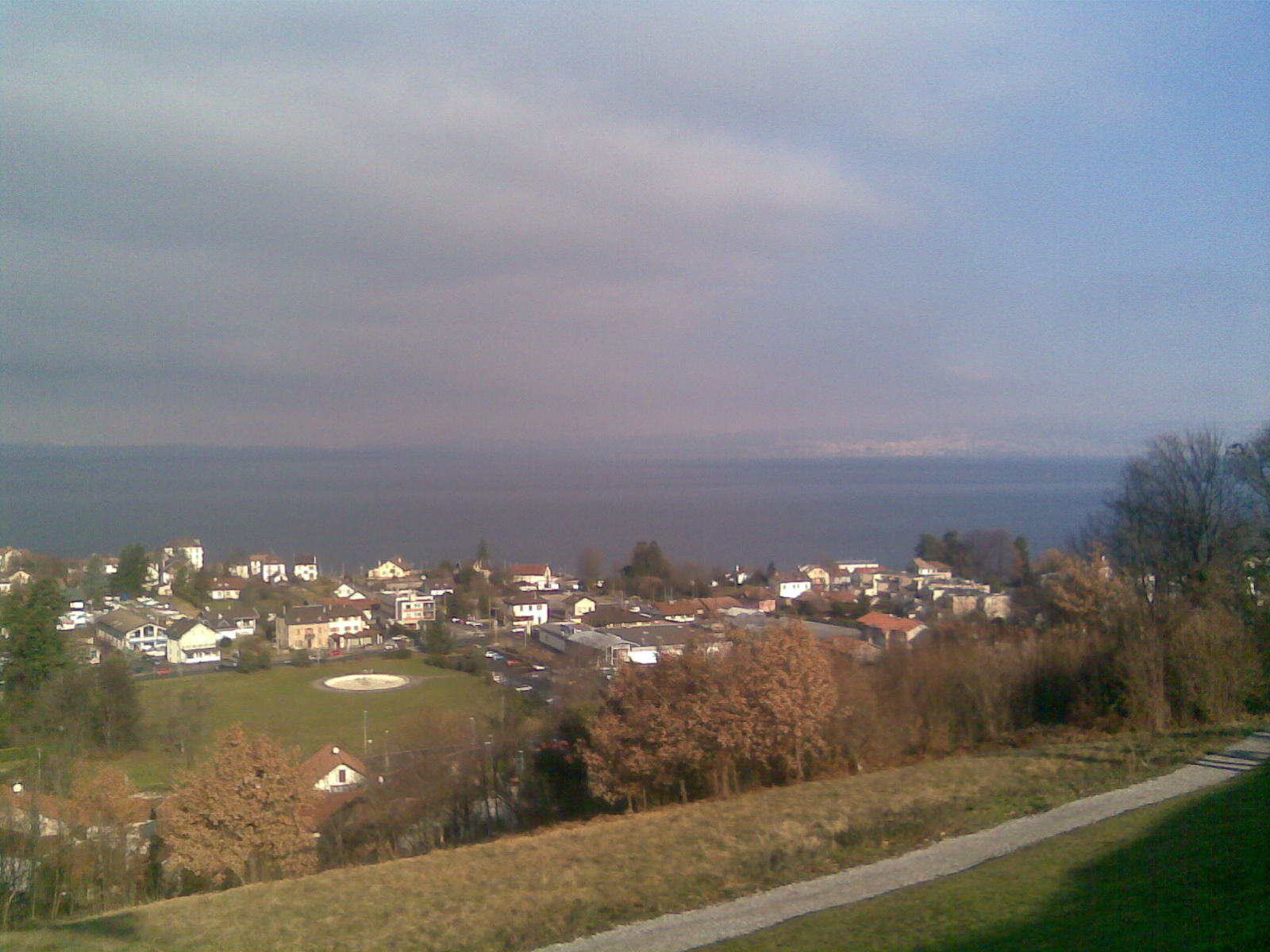
Le quartier de la Rive vu du griffon de Farquenoud.
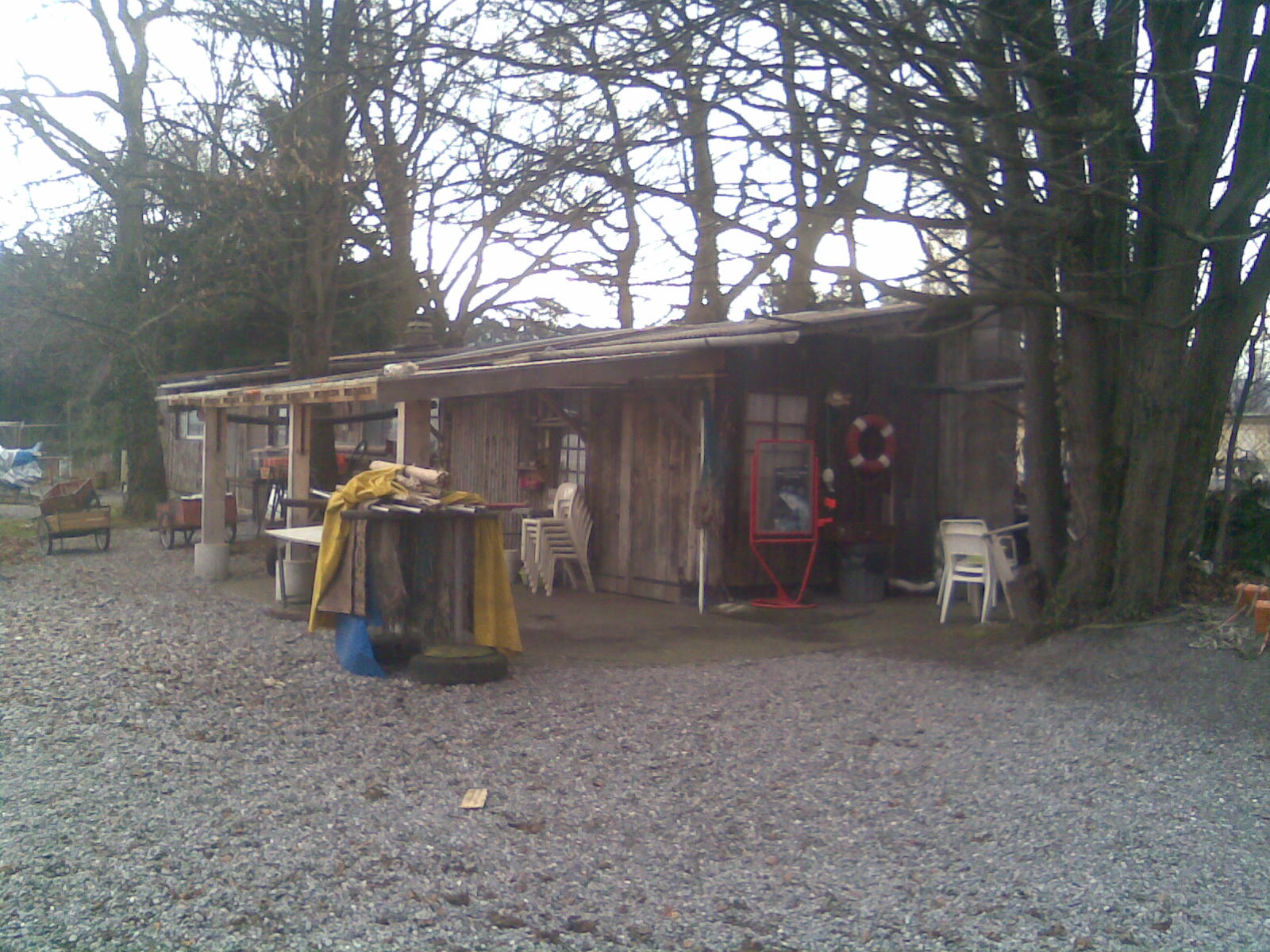
Cabanon de pêcheur professionnel près du port Pinard.
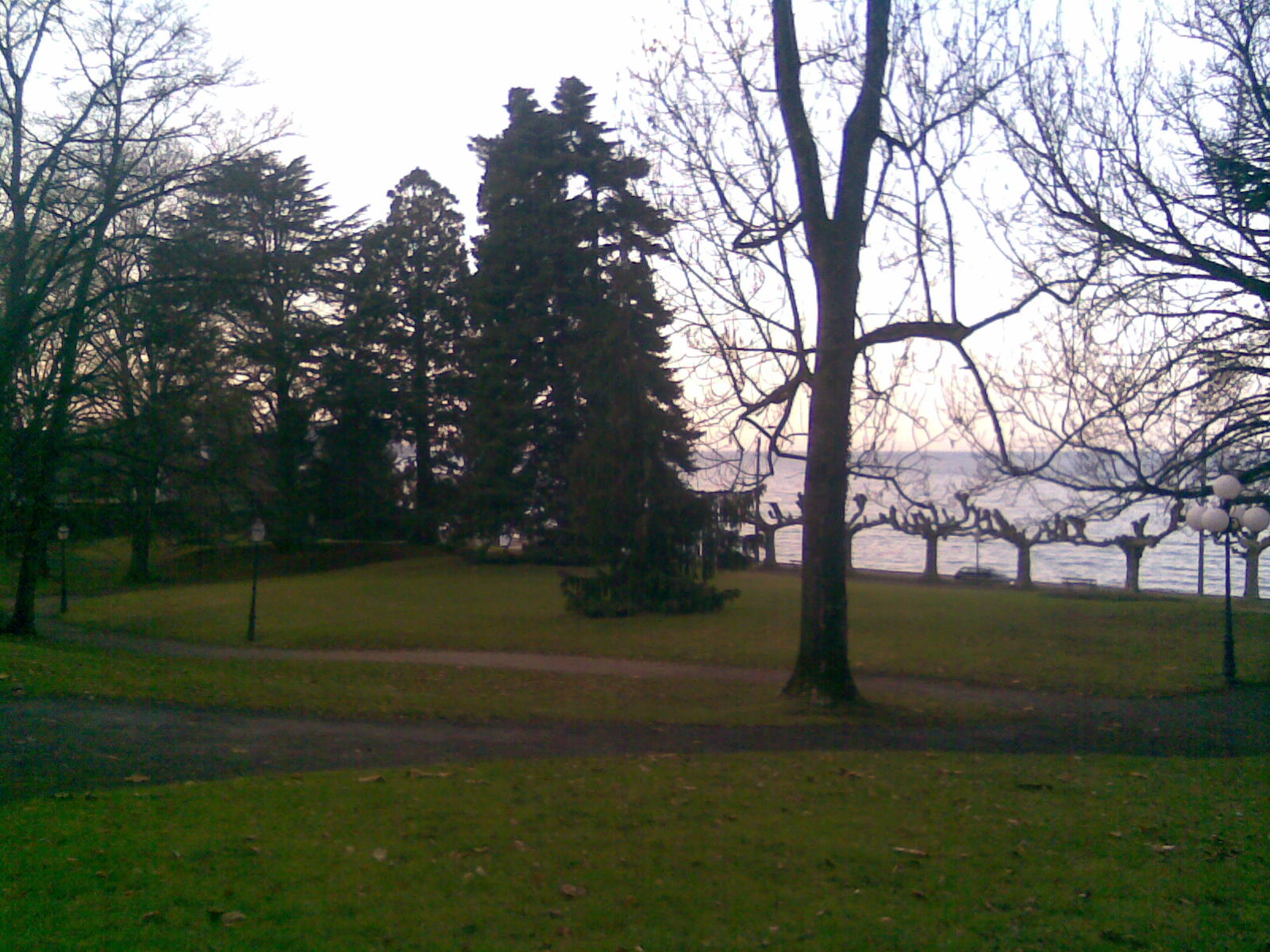
Le parc Maxima.
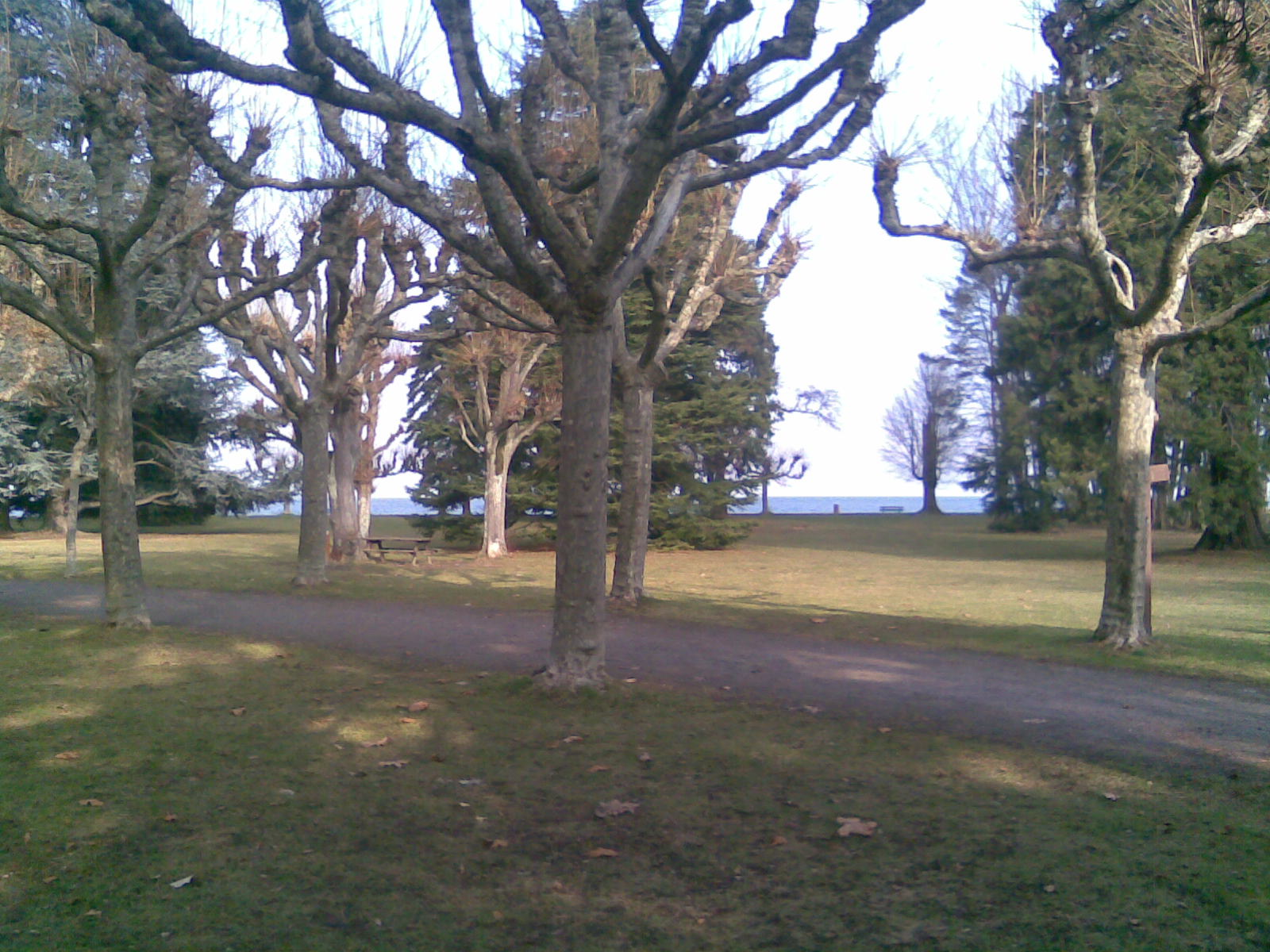
Le parc des Cèdres.
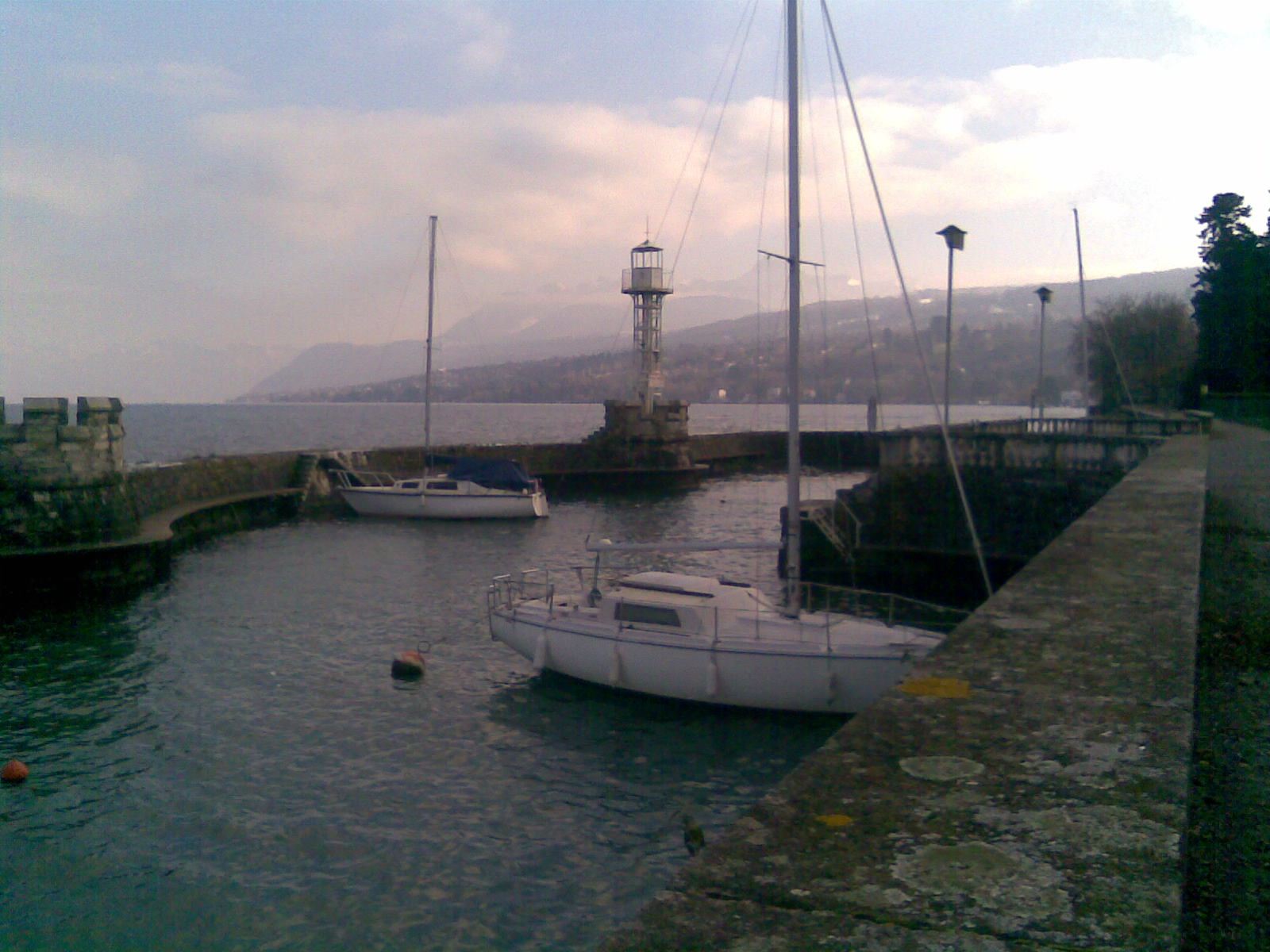
Le petit port du parc des Cèdres.
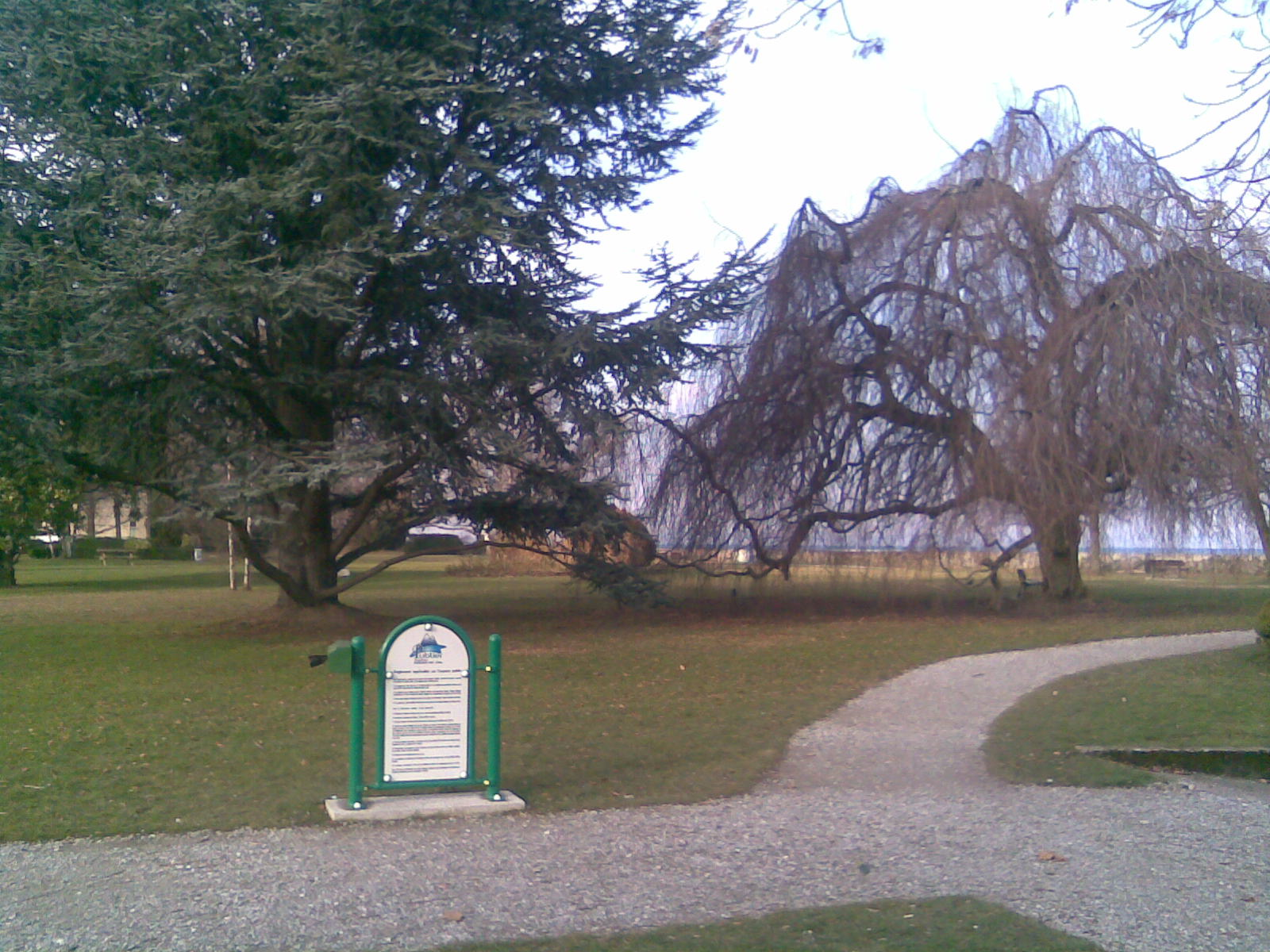
Le parc du Mottay.
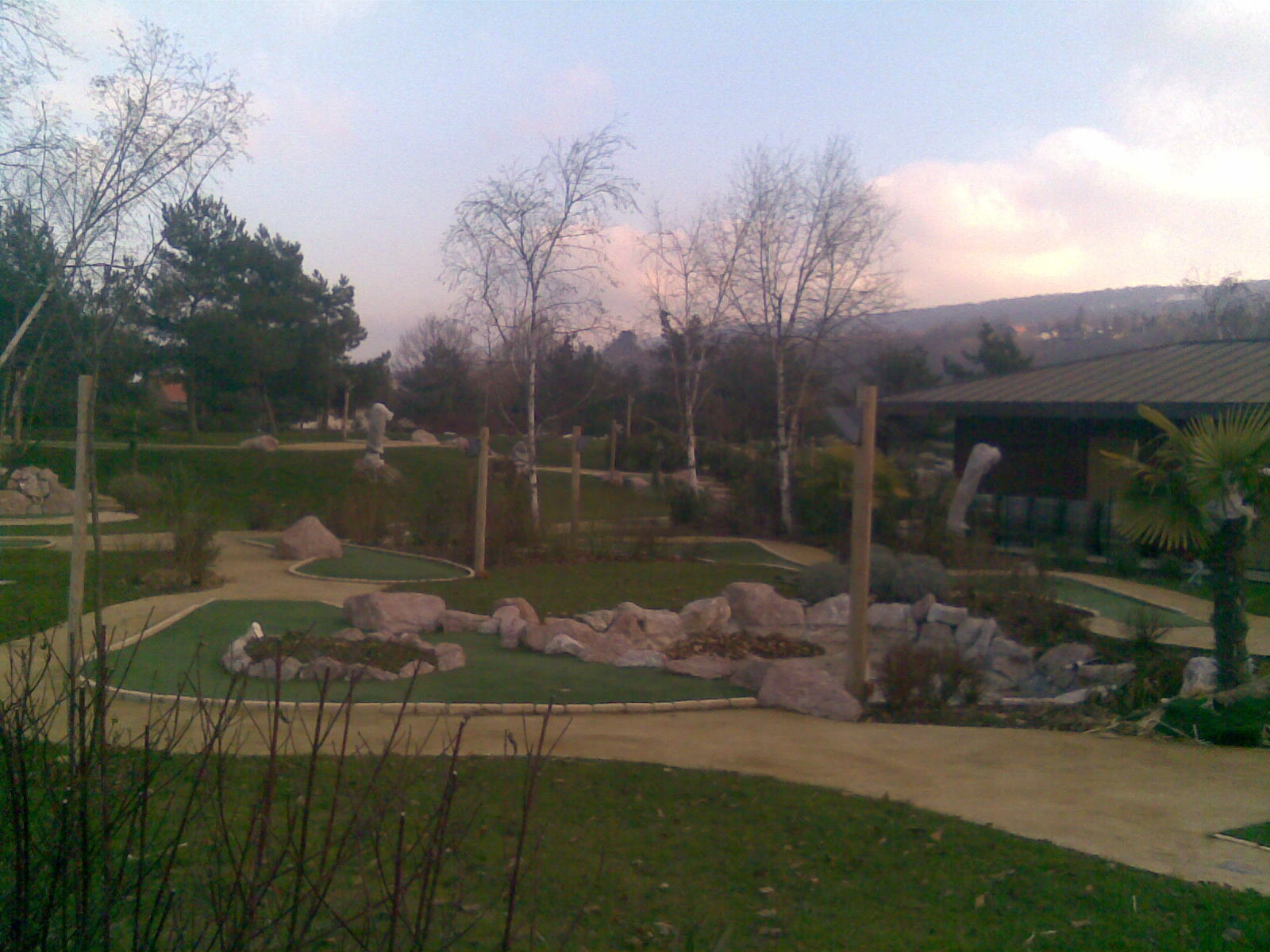
Le mini-golf.
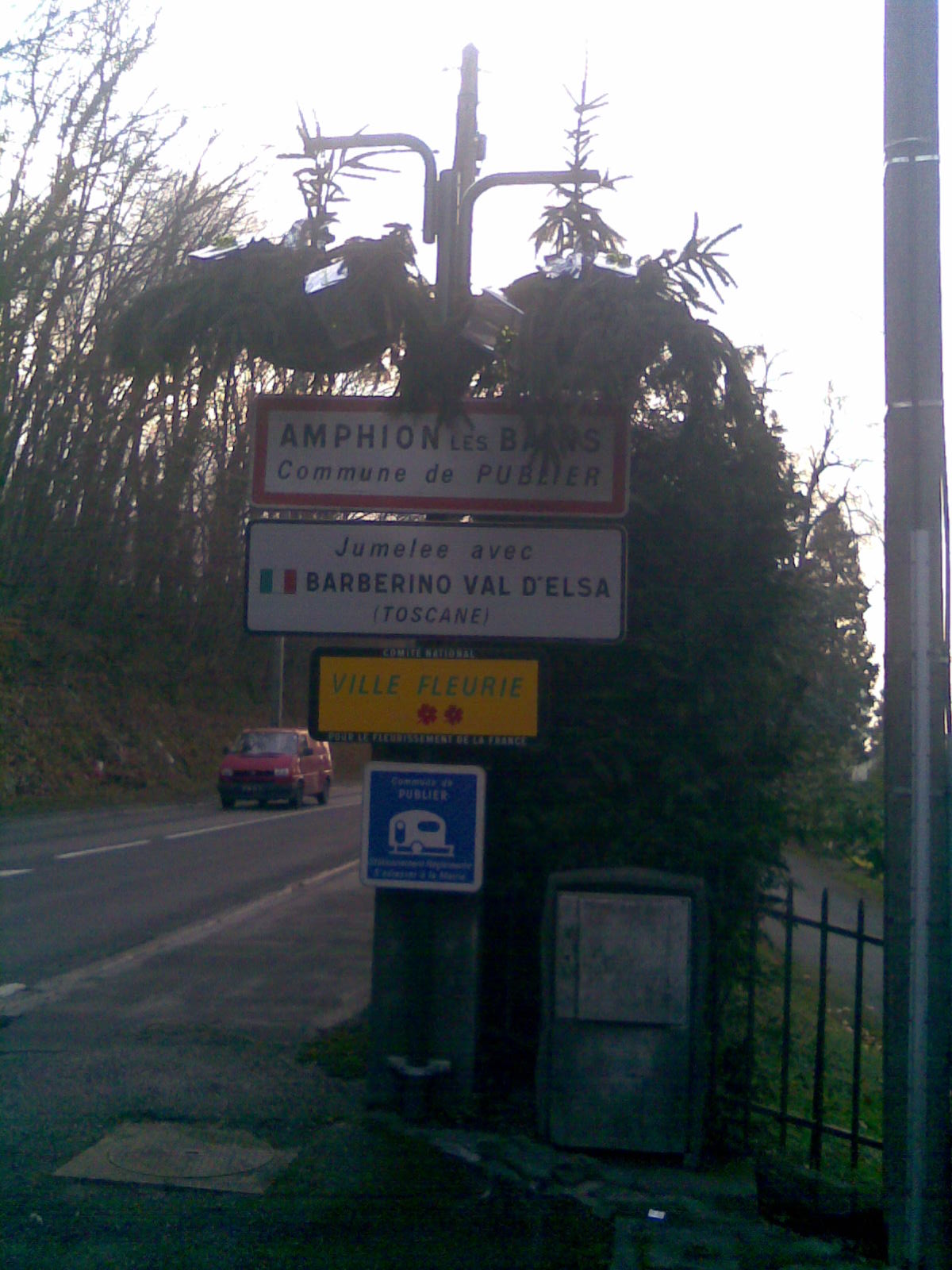
L'entrée d'Amphion est.

### Patrimoine culturel
Le centre sportif de la Cité de l'Eau accueille régulièrement des expositions d'art. Les artistes, souvent inconnus et locaux, peuvent ainsi exposer leurs œuvres pendant plusieurs semaines. Ces expositions sont entièrement financées par la commune.
La salle Olympe à la Cité de l'Eau reçoit aussi de grands noms de la musique, de la danse ou de l'humour dans le cadre de la programmation de la Maison des Arts du Léman (MAL).

#### Publier et le cinéma
Plusieurs films ont été tournés à Publier, les bords du lac servant de décors naturels :
- en 1992, Toutes peines confondues de Michel Deville, avec Patrick Bruel, Mathilda May, Jacques Dutronc ;
- en 1986, Le Caviar rouge de et avec Robert Hossein, Candice Patou ;
- en 1985, L'Effrontée de Claude Miller avec Charlotte Gainsbourg, Bernadette Lafont, Jean-Claude Brialy... tourné dans la propriété du Pré Fleuri ;
- en 1981, Tout feu, tout flamme de Jean-Paul Rappeneau, avec Yves Montand, Isabelle Adjani, Alain Souchon.

### Personnalités liées à la commune

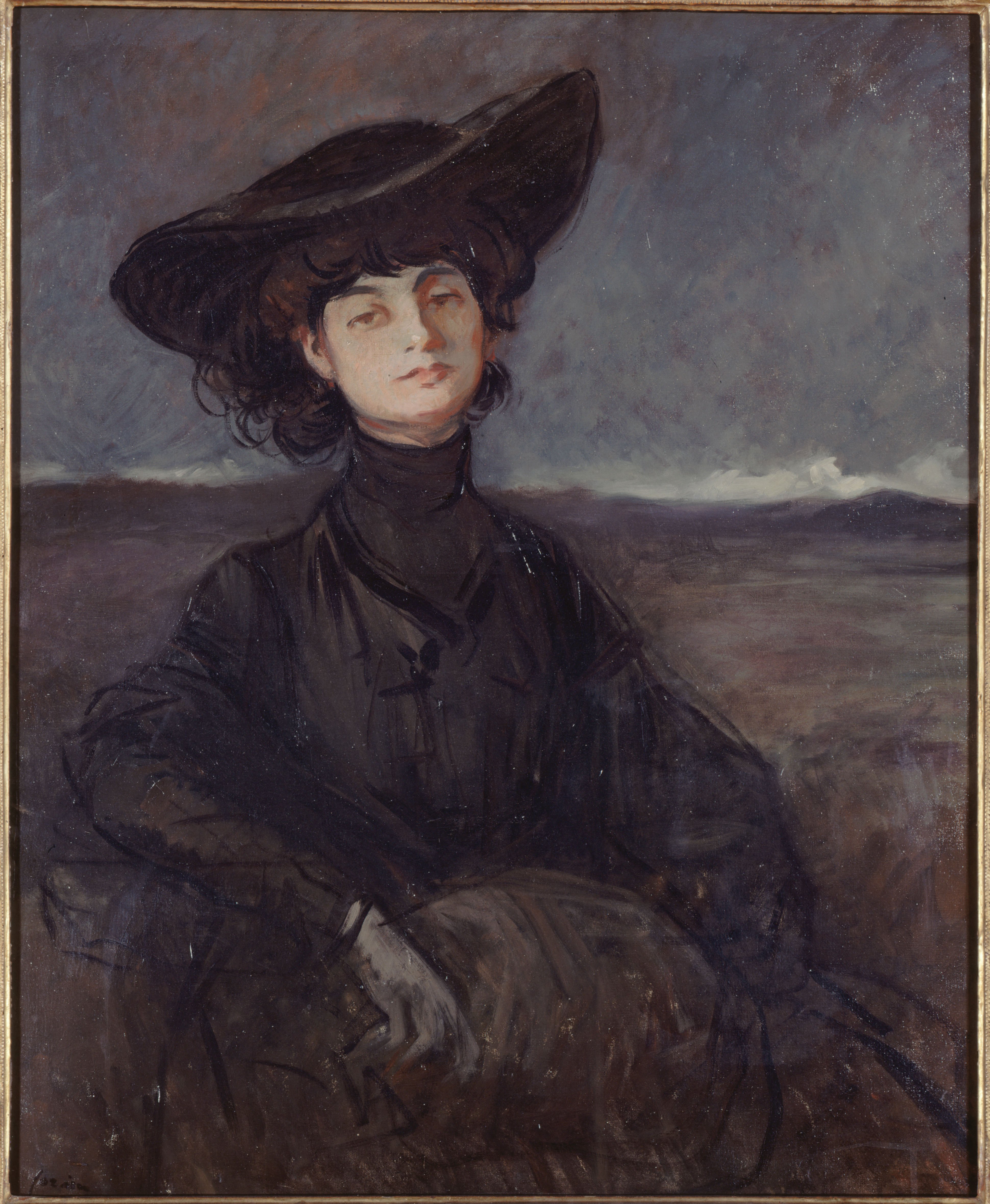
Anna-Élisabeth, comtesse de Noailles.

- Edgar Quinet (1803-1875), écrivain et historien, il a vécu à Amphion avec sa seconde femme, la roumaine Hermione Asaky, qui mentionne le lieu dans ses Mémoires d'exil[118].
- Léandre Vaillat (1878-1952), natif de la commune, homme de lettres, critique d'art et un auteur d'ouvrages sur la danse.
- Anna de Noailles (1876-1933), poétesse et romancière, elle a longtemps vécu dans la commune.
- André Maurois (1885-1967), écrivain, biographe, académicien. Il a passé des vacances sur le Léman dans sa jeunesse, dont il rappelle l'heureux souvenir d'Amphion dans « Journal d'un tour en Suisse[119]».
- Django Reinhardt (1910-1953), guitariste gitan, il fait un séjour en 1943, à l'issue duquel il rend hommage à Amphion en intitulant un des morceaux de son album Pêche à la mouche, « Folie à Amphion »[120].